# 요코하마시
요코하마시(일본어: 横浜市 요코하마시[*], 문화어: 요꼬하마시)는 일본 가나가와현 동부에 있는 시이자 가나가와현의 현청 소재지이다. 일본에서는 도쿄도 구부 다음으로 2번째로 인구가 많은 도시이다. 도쿄 대도시권에 속하며, 권역 내에서 경제적 중심지를 맡고 있다. 시의 인구는 375.7만 명으로 일본의 시정촌 중에서 가장 높다. 시 면적의 과반은 과거 무사시국에 속했으며 남서부 쪽 사가미국 가마쿠라군에 해당했던 지역은 도쓰카구, 이즈미구, 사카에구, 세야구 전역과 고난구 미나미구, 가나자와구의 일부이다.

## 지리

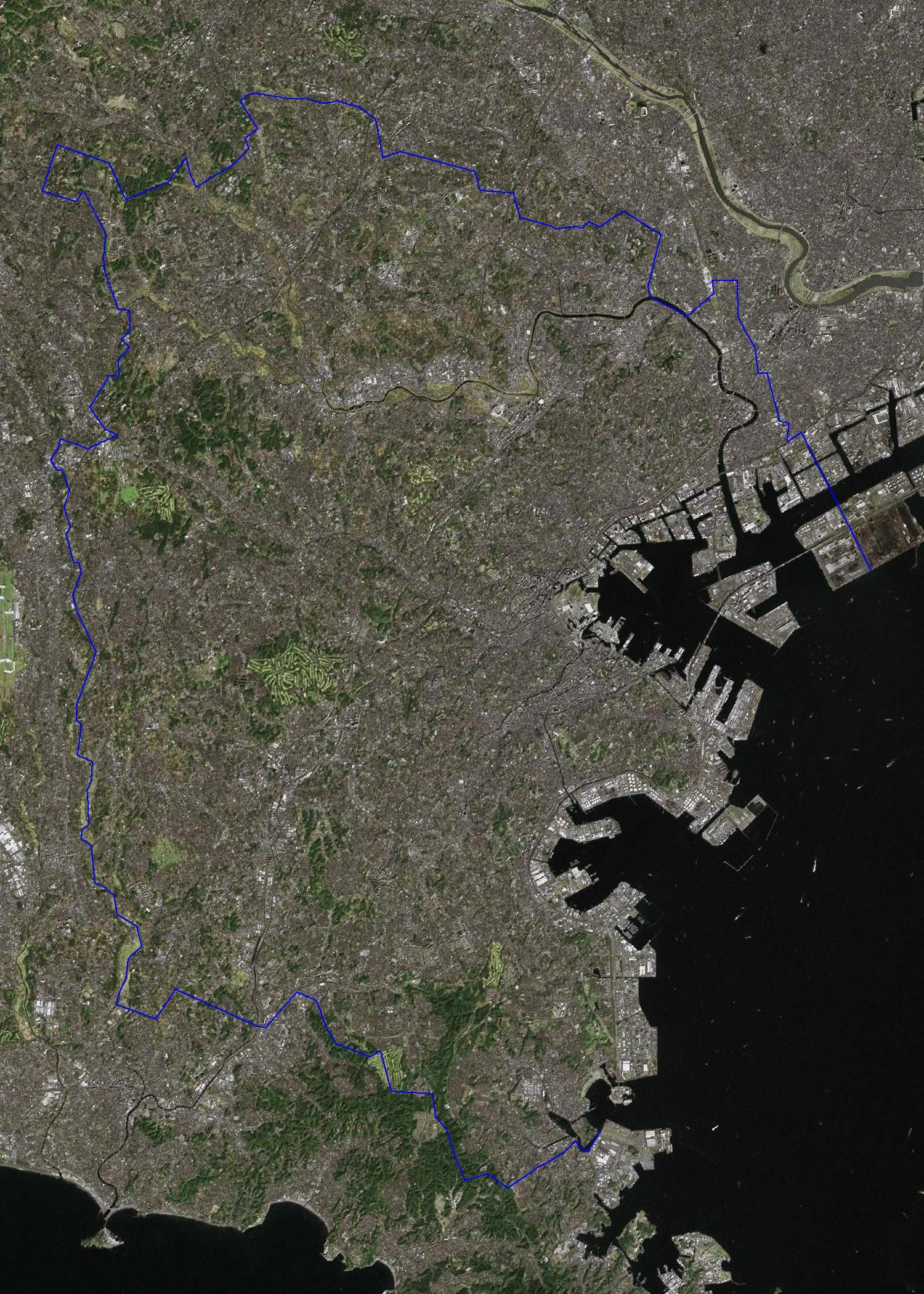
요코하마의 위성 사진

가나가와현의 동부에 해당하고 동쪽은 도쿄만과 접하며 북쪽은 가와사키시, 서쪽은 야마토시, 후지사와시, 도쿄도 마치다시, 남쪽은 가마쿠라시, 즈시시, 요코스카시와 접한다. 면적은 가나가와현의 약 18%를 차지해 현내의 시정촌 중 가장 넓다.

### 지형
지형은 구릉, 대지, 단구, 저지, 매립지로 나눌 수 있다.
구릉지는 시 중앙부보다 약간 서쪽에 분포하고 시역을 남북으로 가로지른다. 이 구릉지는 호도가야구, 아사히구 등을 흐르는 가타비라강을 경계로 남북이 성질을 달리한다. 북쪽의 구릉지는 다마 구릉의 남단에 위치하고 고도는 60~100m로 북쪽으로 갈수록 높아진다. 남쪽의 구릉지는 미우라반도에서 이어지는 미우라 구릉의 북단부를 차지하고 고도는 80~160m로 남쪽으로 갈수록 높아진다. 남쪽의 구릉지가 기복도 심하고 고도도 높다. 시내 최고봉인 다이마루산(가나자와구 가마리야정, 해발 156.8m)과 엔카이산(이소고구 미네정, 해발 153.3m)은 모두 남쪽의 구릉지에 위치한다.
대지, 단구는 구릉지의 동서에 있다. 동쪽의 대지는 쓰루미구의 지명을 취해 시모스에요시 대지로 불리고 고도는 40~60m로 쓰루미강까지 계속된다. 서쪽의 대지는 사가미노 대지의 동단에 해당하고 고도는 30~70m로 남쪽으로 갈수록 낮아진다. 혼모쿠 부근에서 대지가 바다를 향해 뻗어 있고 그 남쪽은 네기시만으로 불린다. 요코하마역 주변도 에도 막부 말기까지는 소데가우라로 불리던 후미였다.
저지에는 구릉지와 대지를 구분짓는 하천의 곡저저지와 연안부의 해안저지가 있다. 곡저저지는 쓰루미강을 따라 퍼져 평탄한 삼각주 성저지를 형성한다. 또 해안부에는 매립지가 조성되어 해안선은 대부분이 인공화되었다. 가나자와구의 작은 후미 히라카타만은 가마쿠라 막부가 바다 관문으로 삼은 천연의 좋은 항구이다. 섬으로는 가나자와구의 노시마(핫케이지마는 인공섬)가 있고 노시마 해안은 요코하마에서 유일한 자연 해변이다.

### 기후
혼슈의 거의 중앙부, 태평양 연안에 위치하고 기후 구분으로는 온난 습윤 기후(Cfa)에 속한다. 기온의 연교차는 크고, 사계절이 뚜렷하다. 일교차가 작고 일 년 내내 온화한 기후이다. 요코하마는 장마철과 가을비, 태풍 시기에 강수량이 많다. 겨울은 맑은 날이 많고 눈은 거의 내리지 않는다.
요코하마의 연평균 강수량은 1,730.8mm이고 월평균 최고 강수량은 9월의 241.5mm이며 최저는 1월의 64.7mm이다. 연평균 기온은 16.2°C이고 월평균 최고 기온은 8월의 27.0°C이며 최저는 1월의 6.1°C이다. 연평균 상대습도는 68%이고 월평균 최고 상대습도는 7월의 80%, 최저는 1월의 54%이다. 연평균 풍속은 3.4m/s이고 최대는 3월의 3.8m/s이며, 최소는 7월의 3.2m/s이다. 풍향은 7월이 남서쪽, 8월이 남남서쪽인 것 외에는 연중 북쪽이 가장 많다. 연평균 합계 일조 시간은 2,018.3시간이고 8월이 206.4시간으로 최다이며 6월이 135.9시간으로 최소다. 대기 현상의 연평균 일수는 눈이 내리는 날이 9.8일, 안개가 끼는 날이 12.1일, 번개가 치는 날이 11.2일이다.
요코하마 지방기상대의 관측 사상 최고 기온은 1962년 8월 4일의 37.0°C이고, 최저 기온은 1927년 1월 24일의 ―8.2°C이다. 하루 강수량이 가장 많았던 것은 1958년 9월 26일의 287.2mm이고 한해 강수량이 가장 많았던 것은 1941년의 2,535.2mm이다.
| 요코하마시의 기후                                            | 요코하마시의 기후 | 요코하마시의 기후 | 요코하마시의 기후 | 요코하마시의 기후 | 요코하마시의 기후 | 요코하마시의 기후 | 요코하마시의 기후 | 요코하마시의 기후 | 요코하마시의 기후 | 요코하마시의 기후 | 요코하마시의 기후 | 요코하마시의 기후 | 요코하마시의 기후 |
| 월                                                           | 1월               | 2월               | 3월               | 4월               | 5월               | 6월               | 7월               | 8월               | 9월               | 10월              | 11월              | 12월              | 연간              |
| ------------------------------------------------------------ | ----------------- | ----------------- | ----------------- | ----------------- | ----------------- | ----------------- | ----------------- | ----------------- | ----------------- | ----------------- | ----------------- | ----------------- | ----------------- |
| 역대 최고 기온 °C (°F)                                       | 20.8 (69.4)       | 24.8 (76.6)       | 24.5 (76.1)       | 28.7 (83.7)       | 31.3 (88.3)       | 36.1 (97.0)       | 37.2 (99.0)       | 37.4 (99.3)       | 36.2 (97.2)       | 32.4 (90.3)       | 26.2 (79.2)       | 23.7 (74.7)       | 37.4 (99.3)       |
| 일평균 최고 기온 °C (°F)                                     | 10.2 (50.4)       | 10.8 (51.4)       | 14.0 (57.2)       | 18.9 (66.0)       | 23.1 (73.6)       | 25.5 (77.9)       | 29.4 (84.9)       | 31.0 (87.8)       | 27.3 (81.1)       | 22.0 (71.6)       | 17.1 (62.8)       | 12.5 (54.5)       | 20.2 (68.4)       |
| 일일 평균 기온 °C (°F)                                       | 6.1 (43.0)        | 6.7 (44.1)        | 9.7 (49.5)        | 14.5 (58.1)       | 18.8 (65.8)       | 21.8 (71.2)       | 25.6 (78.1)       | 27.0 (80.6)       | 23.7 (74.7)       | 18.5 (65.3)       | 13.4 (56.1)       | 8.7 (47.7)        | 16.2 (61.2)       |
| 일평균 최저 기온 °C (°F)                                     | 2.7 (36.9)        | 3.1 (37.6)        | 6.0 (42.8)        | 10.7 (51.3)       | 15.5 (59.9)       | 19.1 (66.4)       | 22.9 (73.2)       | 24.3 (75.7)       | 21.0 (69.8)       | 15.7 (60.3)       | 10.1 (50.2)       | 5.2 (41.4)        | 13.0 (55.4)       |
| 역대 최저 기온 °C (°F)                                       | −8.2 (17.2)       | −6.8 (19.8)       | −4.6 (23.7)       | −0.5 (31.1)       | 3.6 (38.5)        | 9.2 (48.6)        | 13.3 (55.9)       | 15.5 (59.9)       | 11.2 (52.2)       | 2.2 (36.0)        | −2.4 (27.7)       | −5.6 (21.9)       | −8.2 (17.2)       |
| 평균 강수량 mm (인치)                                        | 64.7 (2.55)       | 64.7 (2.55)       | 139.5 (5.49)      | 143.1 (5.63)      | 152.6 (6.01)      | 188.8 (7.43)      | 182.5 (7.19)      | 139.0 (5.47)      | 241.5 (9.51)      | 240.4 (9.46)      | 107.6 (4.24)      | 66.4 (2.61)       | 1,730.8 (68.14)   |
| 평균 강설량 cm (인치)                                        | 4 (1.6)           | 4 (1.6)           | 0 (0)             | 0 (0)             | 0 (0)             | 0 (0)             | 0 (0)             | 0 (0)             | 0 (0)             | 0 (0)             | 0 (0)             | 0 (0)             | 9 (3.5)           |
| 평균 강수일수 (≥ 0.5 mm)                                     | 5.7               | 6.3               | 11.0              | 10.7              | 11.1              | 13.5              | 12.0              | 8.8               | 12.7              | 12.1              | 8.6               | 6.2               | 118.8             |
| 평균 상대 습도 (%)                                           | 53                | 54                | 60                | 65                | 70                | 78                | 78                | 76                | 76                | 71                | 65                | 57                | 67                |
| 평균 월간 일조시간                                           | 192.7             | 167.2             | 168.8             | 181.2             | 187.4             | 135.9             | 170.9             | 206.4             | 141.2             | 137.3             | 151.1             | 178.1             | 2,018.3           |
| 출처: 일본 기상청 (평년값: 1991년~2020년, 극값: 1896년~현재) |                   |                   |                   |                   |                   |                   |                   |                   |                   |                   |                   |                   |                   |

## 역사
요코하마에서는 대략 25곳의 후기 구석기 시대 유적이 발견되었다. 쓰즈키구에서는 하나미산 유적 등 조몬 시대 유적을 많이 볼 수 있다. 야요이 시대 중기까지의 유적은 적고, 중기 후반 이후의 것으로는 쓰즈키구의 오쓰카·사이카치도이 유적 등 방형주구묘를 수반하는 환호 집락이 나타난다. 고분이 출현한 것은 4세기 중반 이후로 여겨지며 아오바구의 이나리마에 고분군 등이 이 시대의 유적이다.
요코하마의 지명에 관한 문헌상의 첫 기록은 일본서기의 안칸 천황 원년(534년)의 것으로 여겨진다. 무사시국에 사는 호족이 다치바나(橘花), 구라스(倉樔) 외 4곳을 미야케(屯倉, 천황의 직할지)로 헌상했다는 기록이다. 7세기 후반까지 요코하마 지역에는 무사시국 다치바나군, 히사요시기군, 쓰츠키군, 사가미국 가마쿠라군이 놓였다.
요코하마는 나라 시대 이후 인구가 증가하고 생산력이 높아졌다. 헤이안 시대에는 각처에 개발도 진행되어 반도 하치헤이씨나 무사시 칠당(무사단) 등 간토 무사들이 힘을 기를 수 있었다. 히라코씨, 한가야씨, 이나게씨, 철당(기도) 등의 무사단도 세력을 떨쳤다. 구묘지, 호쇼지 등 헤이안 시대 이전에 건립된 것으로 여겨지는 사원들은 유력 무사단의 지원을 받고 있던 것으로 생각된다.
요코하마는 가마쿠라에 가마쿠라 막부가 개설된 12세기부터 본격적으로 개발이 시작되었다. 쓰루미강이나 가시오강 등 하천 유역에서는 농업이 발달하였고 13세기 전반에는 현재의 신요코하마 주변 지역에 해당하는 고즈쿠에향 도리야마부터 다마가와, 쓰루미강 주변 지역이 막부에 의해 대규모로 개발되었다. 또 도쿄만과 접하는 무추라미나토가 가마쿠라로 들어가는 입구로서 문화·교역·산업의 중심지가 되었다. 또한 중국 대륙(남송)과의 무역과 만내의 교역이 두드러져 무사나 상인·직인·종교인 등의 모임이 성황을 이루었고 도카이도와 접해 가나가와미나토와 함께 어업과 해운업이 발달하였다.

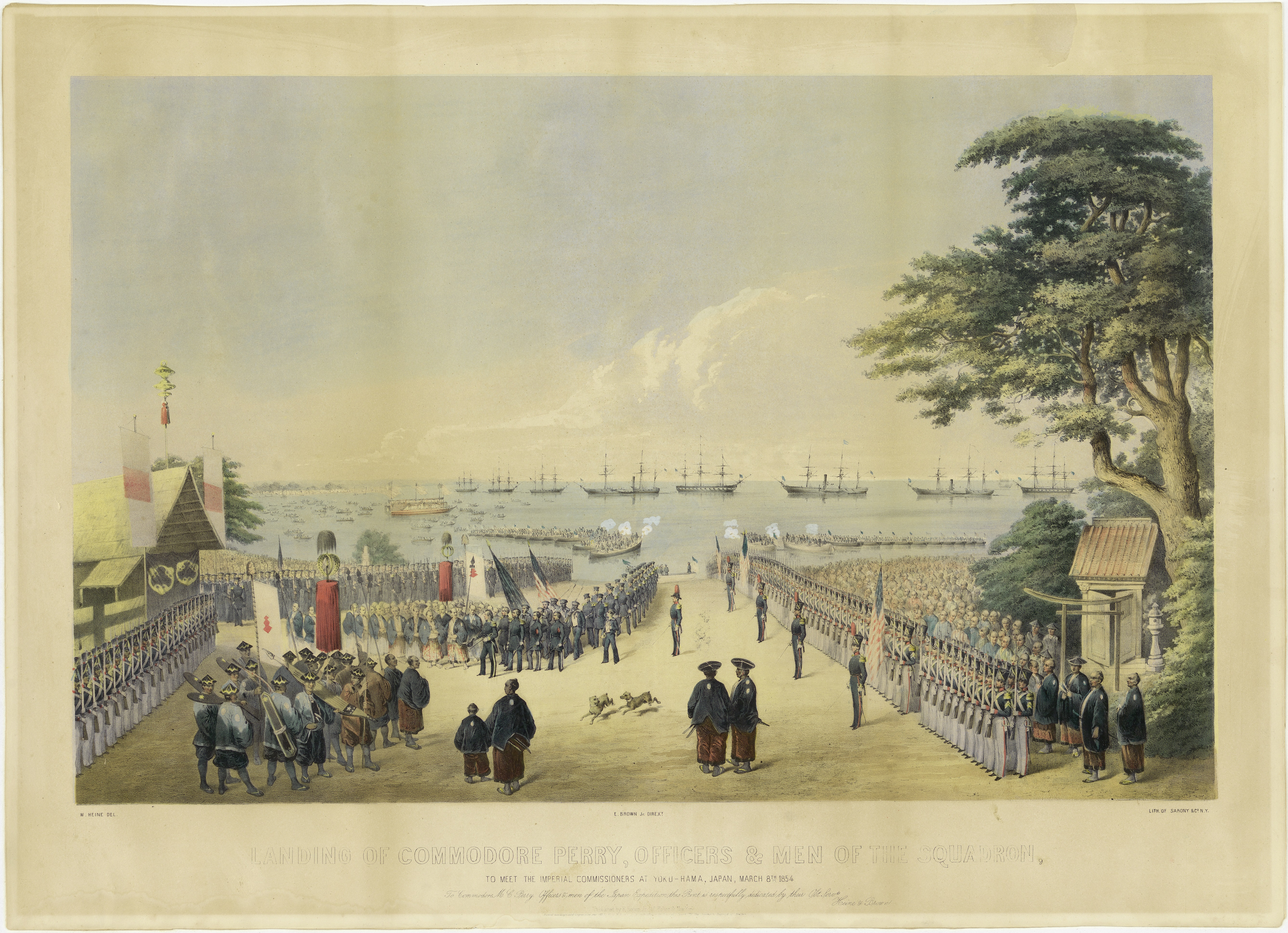
페리 제독의 요코하마 상륙

요코하마라는 이름이 기록상에 처음 등장한 것은 무로마치 시대 중기인 1442년의 문헌이다. 이 해 히라코씨의 가신으로 여겨지는 이치카와계씨와 비류간범수 두 명이 이시카와의 보물을 금강원에 요코하마촌의 약사당 멘다전을 기부한다는 문서가 남아 있다. 요코하마촌은 무사시국 히사요시기군에 속하였고 현재는 중심가가 되어 있는 간나이 지구(나카구)에 해당하는 지역에 있었다.
에도 막부가 세워진 17세기 이후에는 도카이도의 슈쿠바(역참)인 가나가와주쿠, 호도가야주쿠, 도쓰카주쿠를 중심으로 발전한다. 에도 시대 말기까지 요코하마촌은 이들과는 대조적으로 호수가 100호 밖에 안되는 사주상에 형성된 반농반어촌이었다.
요코하마촌의 운명을 변화시킨 것은 당시에는 국교를 맺지 않았던 미국의 매슈 페리가 지휘하는 외국 함선의 내항이었다. 태평양 항로의 거점이자 포경(고래잡이)을 위한 공급 기지로 일본 항구를 이용하길 바랐던 미국 해군의 외국 함선 일행은 무추라번 고시바촌에 2개월 동안 정박하며 막부의 대응을 기다린 후에 요코하마해로 들어갔으며 이후 막부는 요코하마촌의 응접소에서 외교 교섭을 실시했다. 교섭 결과 1854년에 요코하마촌에서 미일 화친 조약이 체결되었고 1858년에는 가나가와 오키·고시바에서 미일 수호 통상 조약이 체결되었다. 이 통상 조약에서 가나가와를 개항하도록 정한 것이 요코하마 도시 개발의 발단이 되었다.

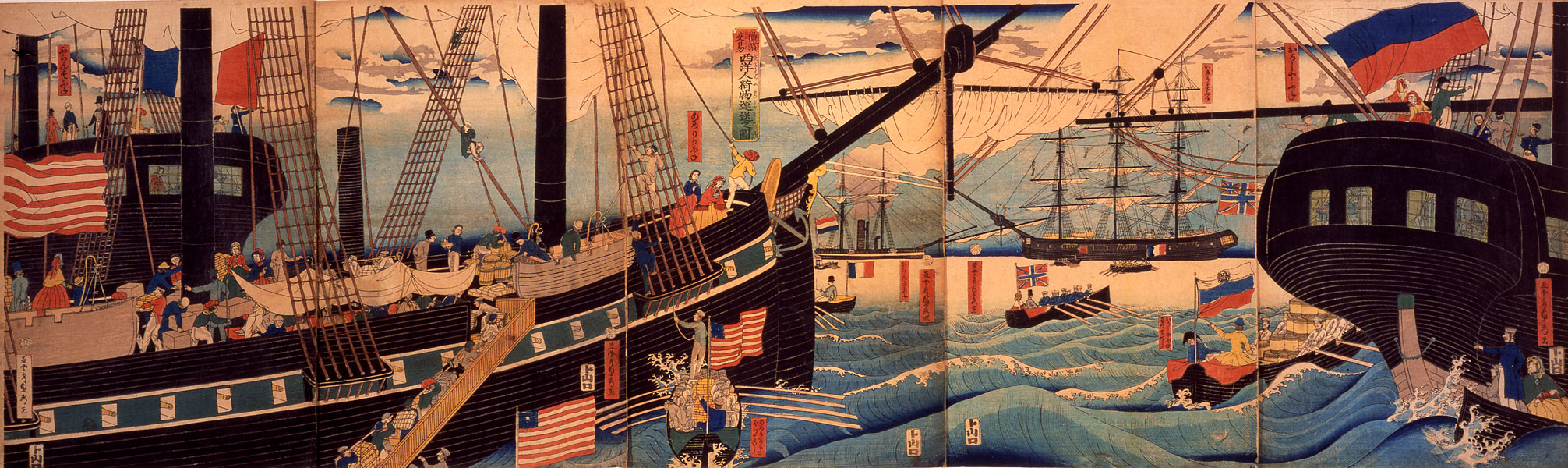
요코하마항의 외국 선박

막부는 도카이도와 접해 당시 이미 발전해있던 가나가와미나토를 피해 외국인 거류지를 멀리하기 위한 대안으로 요코하마촌을 "가나가와의 요코하마"로 칭하고 개항지로 정했다. 요코하마촌은 단기간에 거류지, 부두, 공물을 상납하는 세관 등 국제항으로서의 체제가 정돈되어 1859년 7월 1일에 요코하마항이 개항했다. 요코하마는 일본의 관문 중 하나가 되어 여러 가지 문물이 빠르게 도입되는 국제색이 뚜렷한 도시로 발전하기 시작했다.
요코하마촌은 막부가 설치한 세관을 경계로 이남을 외국인 거류지(요코하마 거류지), 이북을 일본인 거주구로 하였다. 경계에는 관문이 놓여 관문을 기준으로 외국인 거류지 쪽을 간나이(関内), 이외 지역을 간가이(関外)라고 불렀다. 외국인 거류지에는 영국, 프랑스, 독일, 미국을 중심으로 각국의 외국 상관이 줄지어 자리를 잡았다. 현재의 요코하마 중화가(차이나타운)는 개항 당시 외국인 거류지 안에 형성된 중국인 상관을 기원으로 한다. 한편 일본인 거주지는 요코하마정(横浜町)으로 이름 붙였고, 1889년 4월 1일에 시 제도가 시행됨과 동시에 시가 되어 요코하마시가 탄생하게 되었다. 당시의 면적은 요코하마항 주변의 5.4km 이내였다. 면적이 좁기는 했지만 시 제도 시행 당시 벌써 호수가 27,209호에 인구가 121,985명(1889년 말)에 이르렀다. 이후 간나이 지구는 행정과 상업의 중심지로 발전한다.
스

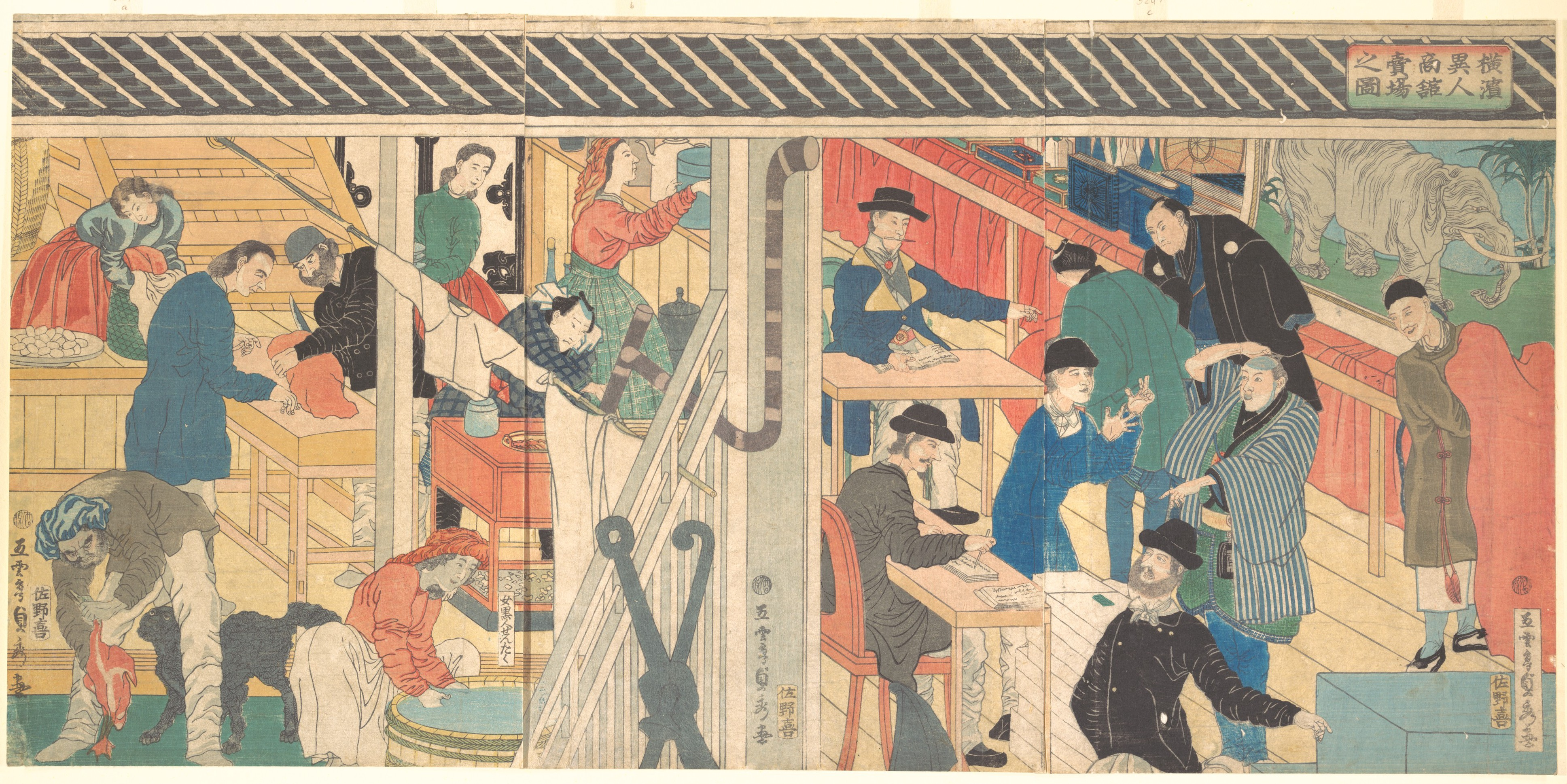
요코하마의 외국인 교역소

개항 초의 요코하마항에는 동쪽 부두(영국 부두)와 서쪽 부두(세관 부두)가 설치되었고 동서 부두는 그 모양 때문에 "코끼리의 코"로 불렸다. 여기서의 무역은 생사, 차, 해산물이 수출되었고 견직물, 모직물이 수입되었다. 1872년 10월 14일에는 도쿄 신바시와 요코하마를 잇는 철도가 개통하였다. 동년에 가나가와역(현재의 요코하마역 근방)과 쓰루미역도 개설되었다. 당시 생사 무역의 주도권은 외국 상관에 있었다. 그 때문에 요코하마 상인으로 불린 일본인 무역상은 1873년에 생사개회사를 설립하여 경쟁력을 높였고 1881년에는 생사하예소를 설립해 생사 무역의 주도권 확립을 위해 노력했다. 또 요코하마 상인들은 현영 수도의 설치(1887년), 요코하마 공동 전등회사 설립(1890년), 만전 병원 설립(1891년), 생사검사소, 상업회의소 설립(1895년) 등 도시 기반 정비와 상업 발달에 크게 기여했다.
다이쇼 시대에는 쓰루미강 하구의 매립이 시작되어 게이힌 공업지대가 형성되기 시작하였으며 요코하마항은 공업항의 성격을 가지기 시작하였다. 1923년 9월 1일에 일어난 간토 대지진 때는 요코하마항, 간나이를 포함해 시내 전역이 큰 피해를 입었다. 지진 재해 부흥 사업으로 니혼대로의 폭 확장, 야마시타 공원의 조성, 요코하마 3탑으로 꼽히는 가나가와현 청사나 요코하마 세관 청사의 건설 등이 행해져 1929년에 거의 옛 모습을 회복했다.

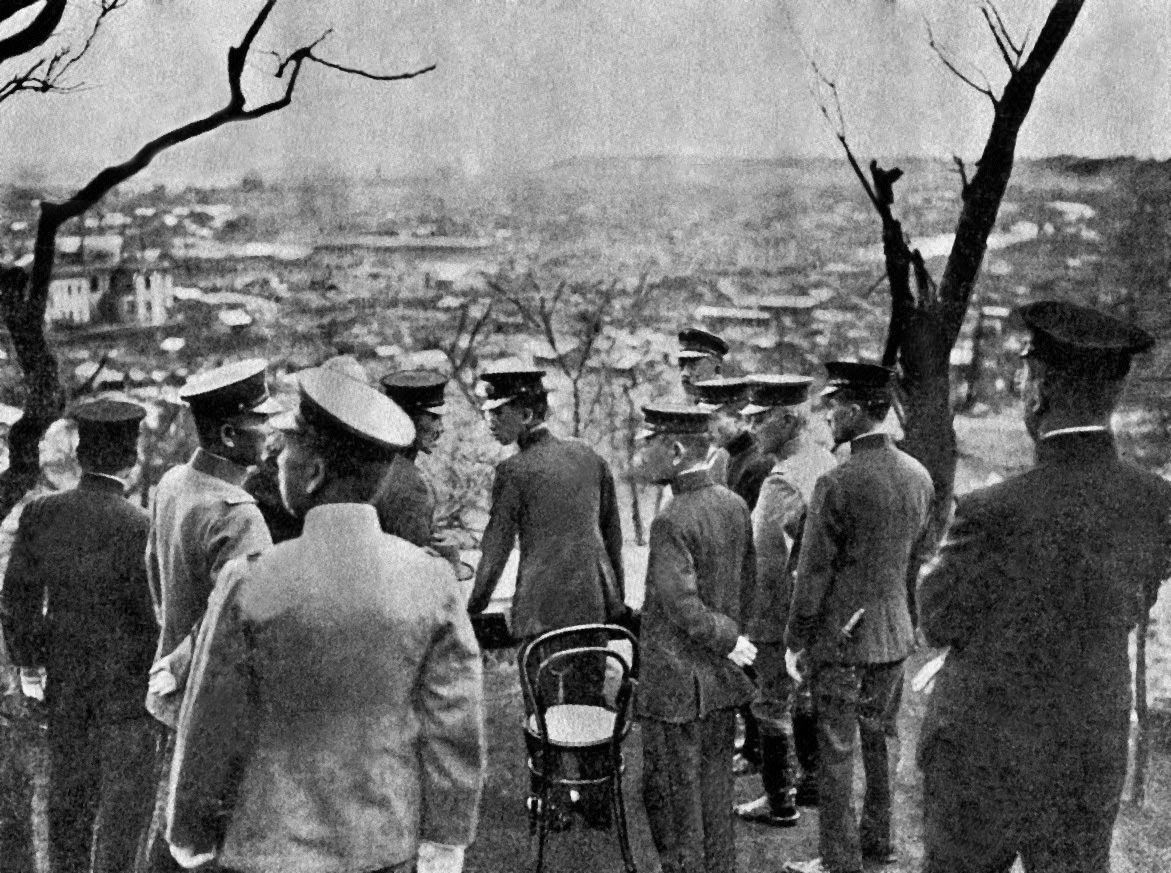
간토 대지진 후 요코하마를 시찰하는 섭정궁(훗날 쇼와 천황)

쇼와 시대인 1926년 4월에 제3차 시역 확장을 하였고 동년 10월에는 구제가 시행되어 쓰루미구, 가나가와구, 나카구, 호도가야구, 이소고구 등 5개 구가 설치되었다. 제2차 세계 대전 말인 1945년 5월 29일의 요코하마 대공습 때는 이소고구에서 쓰루미구에 이르는 연안부가 불타버렸고 나카구, 니시구의 중심 시가지는 파괴되었다. 동년 8월의 종전으로 영국군과 미군, 중화민국 국민혁명군을 중심으로 한 연합군이 진주하였고 요코하마 중심 시가지와 요코하마항은 연합군에 접수되어 도시 기능은 마비되었다. 연합군은 요코하마 세관 빌딩에 연합군 최고사령부(GHQ, 이후 도쿄의 다이이치 생명 빌딩으로 이전)와 태평양 육군 총사령부(AFPAC)를 두어 군사 거점으로 삼았다.
1950년 요코하마 국제항도건설법이 제정되어 도시 재건을 위한 정책이 본격화되었다. 1951년에는 샌프란시스코 강화조약이 체결되어 연합국의 일본 점령 체제가 끝났다. 또 같은 해에 요코하마항의 관리권이 국가에서 요코하마시로 이관되었다. 조약이 발효된 다음 해인 1952년 이후 대부두와 야마시타 공원 등이 차례대로 접수 해제되었다.

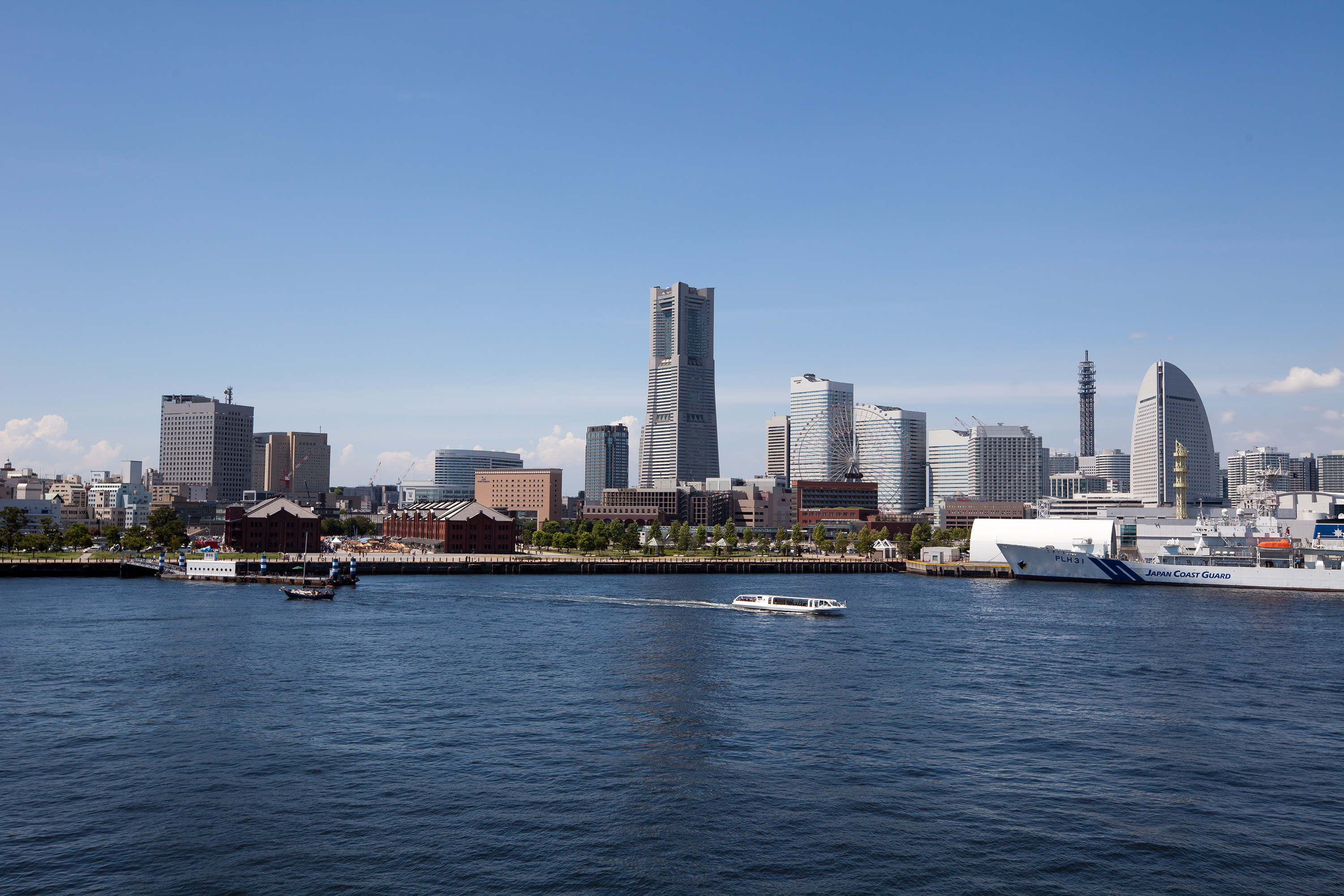
요코하마 미나토미라이 21

1956년 9월 1일에는 정령지정도시로 지정되었다. 1964년 5월에는 네기시선이 개통하였고 동년 10월에는 도카이도 신칸센의 개통과 함께 요코하마선과 만나는 지점에 신요코하마역이 개설되었다. 1985년에는 인구가 300만 명을 넘어섰다. 1989년에는 시 설립 100주년과 개항 130주년을 기념해 요코하마 박람회가 개최되었다. 1990년에는 도심부 정비 계획의 일환으로 요코하마역 주변 지구와 간나이 지구를 잇는 미나토미라이21 지구의 정비가 본격화되었다. 1998년에 요코하마 국제종합경기장(닛산 스타디움)이 건설되었고 2002년 FIFA 월드컵 결승전이 이곳에서 열렸다.

## 행정 구역

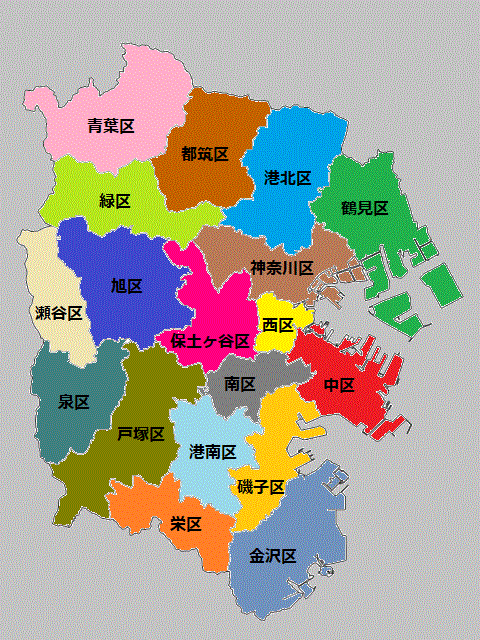
요코하마시의 구

| - 쓰루미구(鶴見区) - 가나가와구(神奈川区) - 니시구(西区) - 나카구(中区) - 미나미구(南区) - 호도가야구(保土ヶ谷区) | - 이소고구(磯子区) - 가나자와구(金沢区) - 고호쿠구(港北区) - 도쓰카구(戸塚区) - 고난구(港南区) - 아사히구(旭区) | - 미도리구(緑区) - 세야구(瀬谷区) - 사카에구(栄区) - 이즈미구(泉区) - 아오바구(青葉区) - 쓰즈키구(都筑区) |

## 인구
요코하마시의 인구는 1920년 제1회 국세조사에서는 같은 국제 항만 도시였던 고베시보다 약 19만 명 적었고, 1923년 간토 대지진에 의한 인구 감소로 1925년 제2회 국세조사에서는 고베시와의 차이가 약 24만 명까지 벌어져 버렸다. 그러나 지진 피해 복구 이후 요코하마항이 게이힌 공업지대의 핵심을 담당하는 공업항으로 발전해 일본 전역에서 노동 인구를 흡수하고 시역 확장을 1939년까지 끝낸 결과, 1940년 제5회 국세조사에서는 고베시를 근소한 차이로 앞지르기에 이르렀다. 1942년에는 100만 명을 넘었다가 직후 일본이 전시 체제에 들어가면서 감소했지만, 종전 이후 1951년에 다시 100만 명을 넘었고 1968년에 200만 명을 넘어 나고야시를 제쳤으며 1978년에는 오사카시를 제치고 도쿄도 구부에 이은 대도시 중 2위가 되어 1985년에는 300만 명을 넘었다. 현재는 3,778,876명(2021년 8월 1일 기준)으로 일본의 기초자치단체(시정촌 및 특별구) 중 가장 인구가 많으며, 이는 10번째로 인구가 많은 도도부현인 시즈오카현에 맞먹는다.
요코하마시의 인구가 많은 이유는 시 자체의 면적이 큰 것(요코하마시의 면적은 가나가와현 총면적의 18%를 차지해 오사카시 면적의 약 2배, 나고야시의 약 1.5배에 달함)도 있고, 산지가 적고 가용 토지가 많아 비슷한 인구의 다른 대도시에 비해 개발이 용이했던 점 등을 들 수 있다. 또한 제2차 세계 대전 후에 급속히 인구가 증가한 이유는 전후 도시 재건에 따라 게이힌 공업지대나 간나이역·요코하마역 주변 등 도쿄만 연안부의 상공업이 발전한 점과 고도 경제성장기 이후에 현저해진 도쿄 일극 집중으로 지방에서 도시 지역으로의 인구 유입이 진행된 점, 시 외곽의 사철 연선을 따라 택지 개발이 진행되어 도쿄의 베드타운 성격을 띄게 되었다는 점도 강하게 거론된다. 특히 요코하마 도심에 직접 접속하지 않는 도큐 덴엔토시선 연선 지역의 개발은 요코하마에 거주하며 도쿄로 통근 및 통학하는 인구가 증가하는 결과를 낳았다.
2015년 국세조사에 의하면 요코하마시의 주야간 인구 비율(상주인구(야간인구)에 대한 주간인구의 비율)은 91.7%이다. 요코하마시의 주야간 인구 비율은 오랫동안 하락 경향을 나타내고 있었지만, 1990년대 초에 바닥을 친 이후 완만한 상승 경향이 계속되고 있다. 덧붙여 도쿄 도심으로의 통근 비율은 요코하마시 평균이 23.7%이며 산하 행정구들 중 가장 높은 것은 아오바구의 38.2%, 가장 낮은 것은 세야구의 12.9%이다.
행정구별 인구가 가장 많은 곳은 고호쿠구의 360,290명으로, 이하 아오바구 311,156명, 쓰루미구 296,704명, 도쓰카구 284,515명으로 뒤를 잇는다. 인구가 가장 적은 구는 니시구로 104,798명, 이하 사카에구 120,729명, 세야구 122,172명, 나카구 150,893명으로 뒤를 잇는다.

### 향후 전망
2015년 국세조사 기준 인구를 바탕으로 행해진 장래 인구추계에 의하면 요코하마시의 인구 정점은 2019년으로, 이후 점점 감소하기 시작하여 2065년에는 약 302만 명으로 급감할 것으로 추계되었다. 또한 65세 이상 인구가 차지하는 비율(고령화율)은 인구 정점인 2019년에 24.8%, 2065년에는 35.6%에 이를 것으로 추계되었다.
2020년 국세조사의 독자적인 집계에 의한 인구·세대수 속보치에 의하면 요코하마시의 세대당 인원은 2.15명으로 1920년 통계 개시 이래 최저치를 기록했다. 가나가와구(1.91명), 나카구(1.77명), 니시구(1.85명), 미나미구(1.91명)는 2명 미만이었다.
| 결과     | 2015년 | 2020년 | 2025년 | 2030년 | 2035년 | 2040년 | 2045년 | 2050년 | 2055년 | 2060년 | 2065년 |
| -------- | ------ | ------ | ------ | ------ | ------ | ------ | ------ | ------ | ------ | ------ | ------ |
| 중위추계 | 3,725  | 3,733  | 3,710  | 3,665  | 3,602  | 3,524  | 3,437  | 3,346  | 3,249  | 3,139  | 3,020  |
| 고위추계 | 3,725  | 3,754  | 3,762  | 3,746  | 3,708  | 3,653  | 3,591  | 3,529  | 3,467  | 3,398  | 3,317  |
| 저위추계 | 3,725  | 3,712  | 3,660  | 3,588  | 3,502  | 3,402  | 3,292  | 3,175  | 3,047  | 2,904  | 2,753  |

- 시내 세대수는 향후 증가하여 2030년에 169만 8천 세대로 정점(지난 2012년 추계와 정점의 시기는 다르지 않음)
- '단독 가구'는 2035년, '부부만의 가구'는 2045년까지 계속 증가하고, '부부와 자녀로 이루어진 가구'는 계속 감소한다.
- 가족 유형별 가구 수는 '단독가구', '부부와 아이로 이루어진 가구', '부부만으로 이루어진 가구' 순으로 많으나 2050년에는 '부부로만 이루어진 가구'가 '부부와 아이로 이루어진 가구'를 상회한다.
- 65세 이상 '단독가구' 비율은 해마다 증가하여 2065년에는 가구 총수의 19.3%이다.

## 경제
요코하마 시내 총생산은 2016년에 13조 5,596억 엔을 기록했다. 다른 지역과 비교하면 시즈오카현과 히로시마현 사이에 위치한다. OECD 국가와 비교하면 26위인 헝가리와 27위인 뉴질랜드 사이에 있다. 제1차 산업이 0.1%, 제2차 산업이 21.7%, 제3차 산업이 82.3%를 나타내고 있어 제1차 산업 비율이 낮고, 제2차 산업 및 제3차 산업 비율이 높다. 다른 정령지정도시와의 비교에서는 오사카시의 약 60% 규모로 나고야시와 거의 같다. 요코하마에 본사를 둔 기업도 적지 않지만 그런데도 오사카시에 크게 뒤쳐지는 것은 전통의 차이, 도쿄와 가까워 베드타운의 측면이 강한 것, 이런 점과 관련해 블록형 대기업(JR·NTT·전력·가스·대기업 민방 등)이 없는 것이 영향을 주고 있다.
시민소득
요코하마시의 시민 총소득은 11조 3,077억 엔으로 1인당 320만 6,000엔(2003년)이다. 1인당 국민소득을 100으로 하면 요코하마는 110.9가 된다. 시민소득 중 고용자 보수는 9조 5,924억 엔으로 시민소득에서 차지하는 비율은 84.8%로, 이는 정령지정도시 중 1위다. 시민소득 중 기업소득은 1조 5,427억 엔으로 시민소득에서 차지하는 비중은 13.6%로 정령지정도시 중 3위다. 전체 시민소득 중 시외에서 얻은 소득은 2조 4,727억 엔이다.
또 주야간 인구 비율은 91.7(2015년 국세조사)이었다. 이는 시내에서 시외로 통근하는 사람의 수가 시외에서 시내로 통근하는 사람의 수보다 많다는 것을 의미한다. 2000년 국세조사에 의하면 이동 인구는 도쿄도 23구와 가와사키시에 대해 유출 초과가 되고 있다.
시내총지출
시내총지출(=시내총생산)은 12조 6,814억 엔이며 다른 정령지정도시와의 비교에서는 가계의 최종 소비 지출이 큰 편인데 그 금액은 8조 7,137억 엔으로 오사카시(5조 4,206억 엔)의 1.6배 규모다. 요코하마시의 민간 주택 투자는 7,372억 엔으로 정령지정도시 중 1위다. 민간기업 설비 투자는 1조 5,810억 엔으로 1위 오사카시(2조 7,027억 엔)의 약 60% 규모이며 공공 투자는 5,208억 엔으로 나고야시(5,854억 엔)에 이어 2위이다.
노동력·취업자 수 등
요코하마시의 노동력률은 62.0%이다. 이것은 일본 전국 평균(61.5%)과 비슷한 수준으로, 정령지정시 중에서는 8위, 선두인 가와사키시(66.1%)보다 4.1%p 적다. 또 완전 실업자수는 97,464명, 완전 실업률은 5.3%이다. 이것은 정령지정시 가운데 히로시마시(5.0%), 시즈오카시(5.1%)에 이어 3번째로 낮다. 전후 1차 산업의 취업자수, 취업자 비율은 한결같이 줄고 있다. 2차 산업의 취업자수 및 취업자 비율은 고도 경제성장기에 확대되었다. 이후에는 산업 구조 전환으로 수적으로는 증가했지만 비율은 감소했다. 3차 산업의 취업자 수는 꾸준히 증가하고 있으며 취업자 비율도 1960년을 제외하고 항상 확대되고 있다. 2005년에는 취업자 비율이 74.8%에 이르렀다. 2005년의 산업별 취업자 비율을 일본 전국 평균과 비교하면 농업(전국 4.4, 요코하마 0.5)과 제조업(전국 17.3, 요코하마 13.6)이 낮고, 정보통신업(전국 2.6, 요코하마 6.6)과 서비스업(전국 14.3, 요코하마 17.9)의 비율이 높다.

## 교통

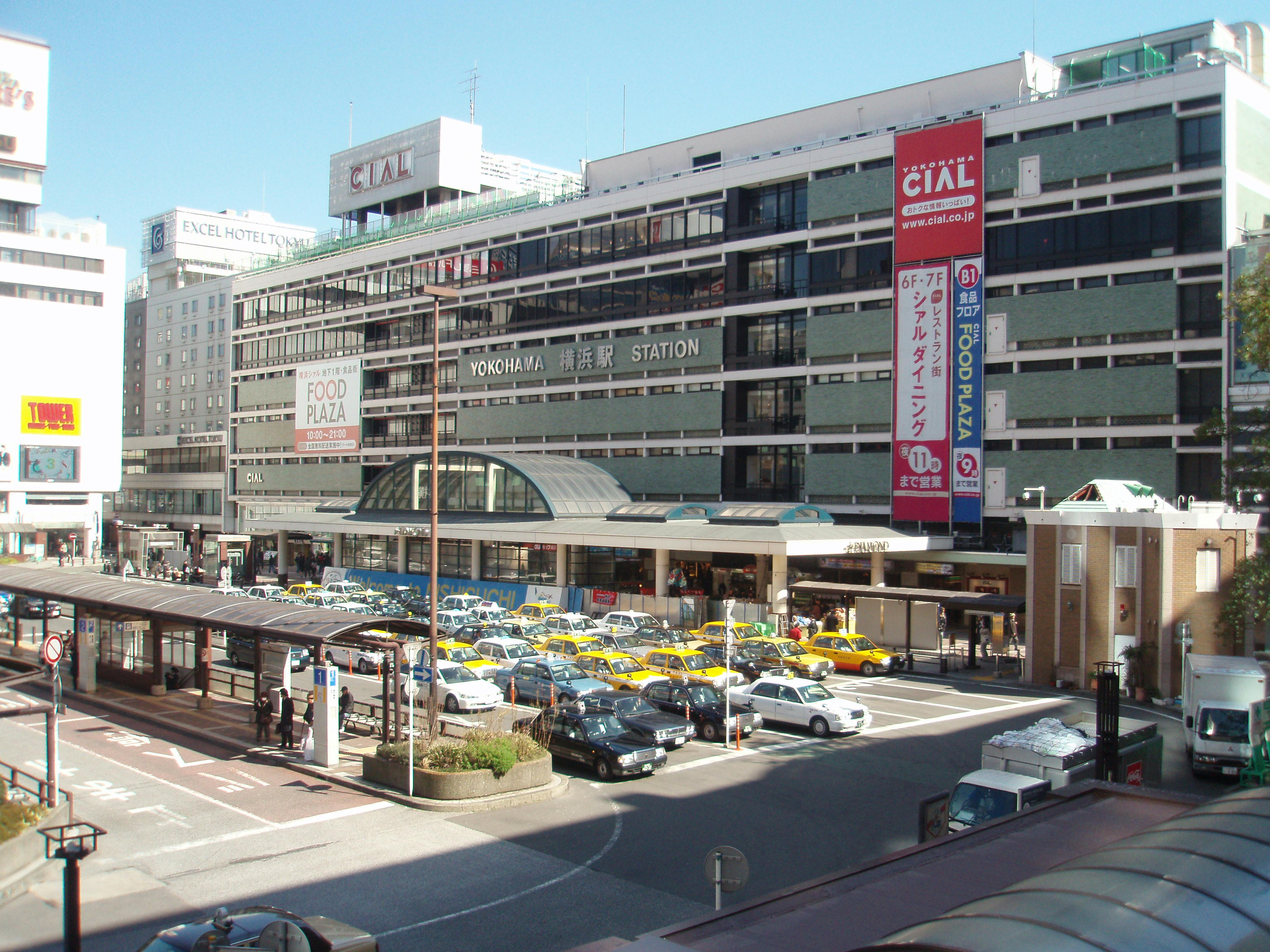
요코하마역

### 도로
- 국도 제1호선
- 국도 제16호선
- 국도 제133호선
- 국도 제246호선
- 국도 제357호선

### 철도
- 게이힌 급행 전철
  - 본선
  - 즈시선
- 도카이 여객철도(JR 도카이)
  - 도카이도 신칸센: 신요코하마역
- 도큐 전철
  - 도요코선
  - 덴엔토시선
- 동일본 여객철도(JR 동일본)
  - 난부선
  - 네기시선
  - 도카이도 본선(요코스카선, 게이힌 도호쿠선)
  - 쓰루미선
  - 요코하마선
- 사가미 철도
  - 본선
  - 이즈미노선
- 요코하마 고속 철도
  - 미나토미라이선
- 요코하마시 교통국(요코하마 시영 지하철)
  - 블루 라인
  - 그린 라인
- 요코하마 시사이드라인
  - 가나자와 시사이드라인

## 시설·건축물

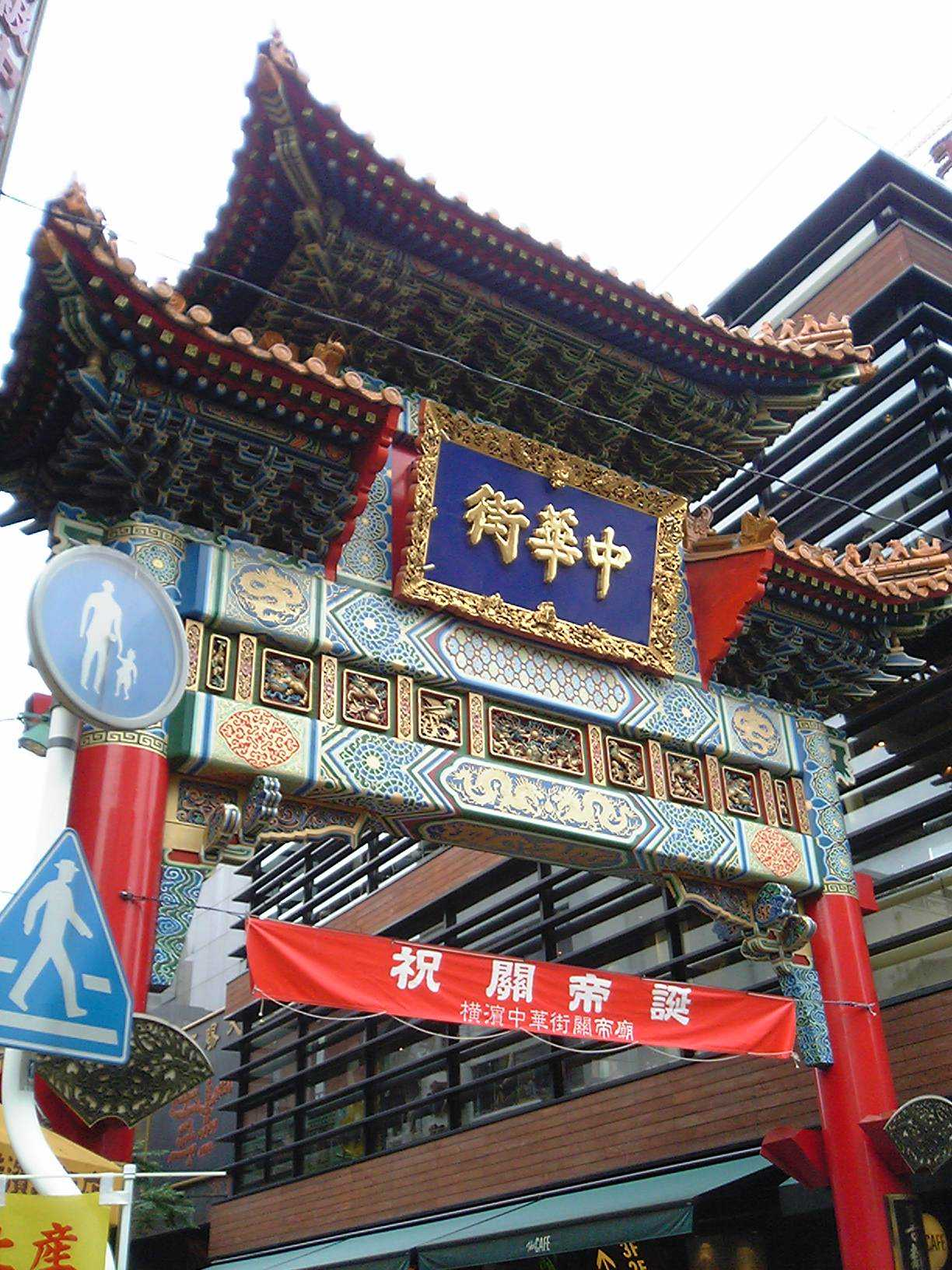
요코하마 중화가(차이나타운)

- 쓰루미쓰바사 다리
- 요코하마 베이브리지
- 요코하마 중화가

## 교육
- 요코하마 국립대학(橫濱國立大學)
- 요코하마 시립대학(橫濱市立大學)
- 가나가와 대학(神奈川大學)
- 간토 가쿠인 대학(관동학원대학, 關東學院大學[5])
- 페리스 조가쿠인 대학(페리스여학원대학, フェリス女學院大學[6])
- 토요에이와 조가쿠인 대학(동양영화여학원대학, 東洋英和女學院大學[7])
- 쓰루미 대학(鶴見大學)
- 요코하마 미술대학(橫濱美術大學)
- 요코하마 상과대학(橫濱商科大學)
- 요코하마 소에이대학(橫濱創英大學)
- 도인 요코하마 대학(桐蔭橫濱大學)

## 언론
- 가나가와 신문
- TV 가나가와(독립 UHF방송국)

## 갤러리

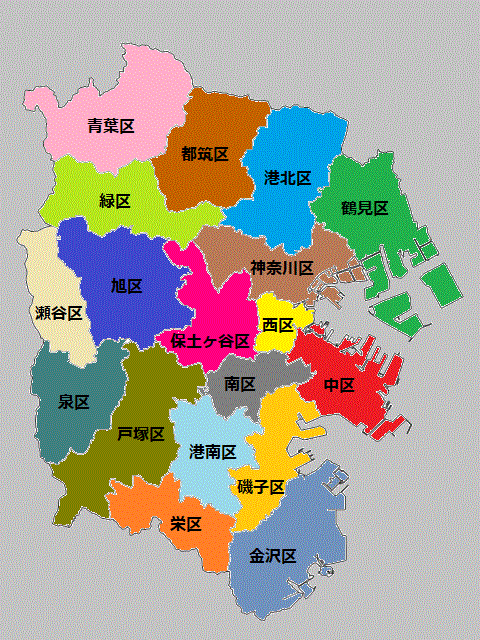
요코하마시의 18개구와 관련된 색 분류 지도
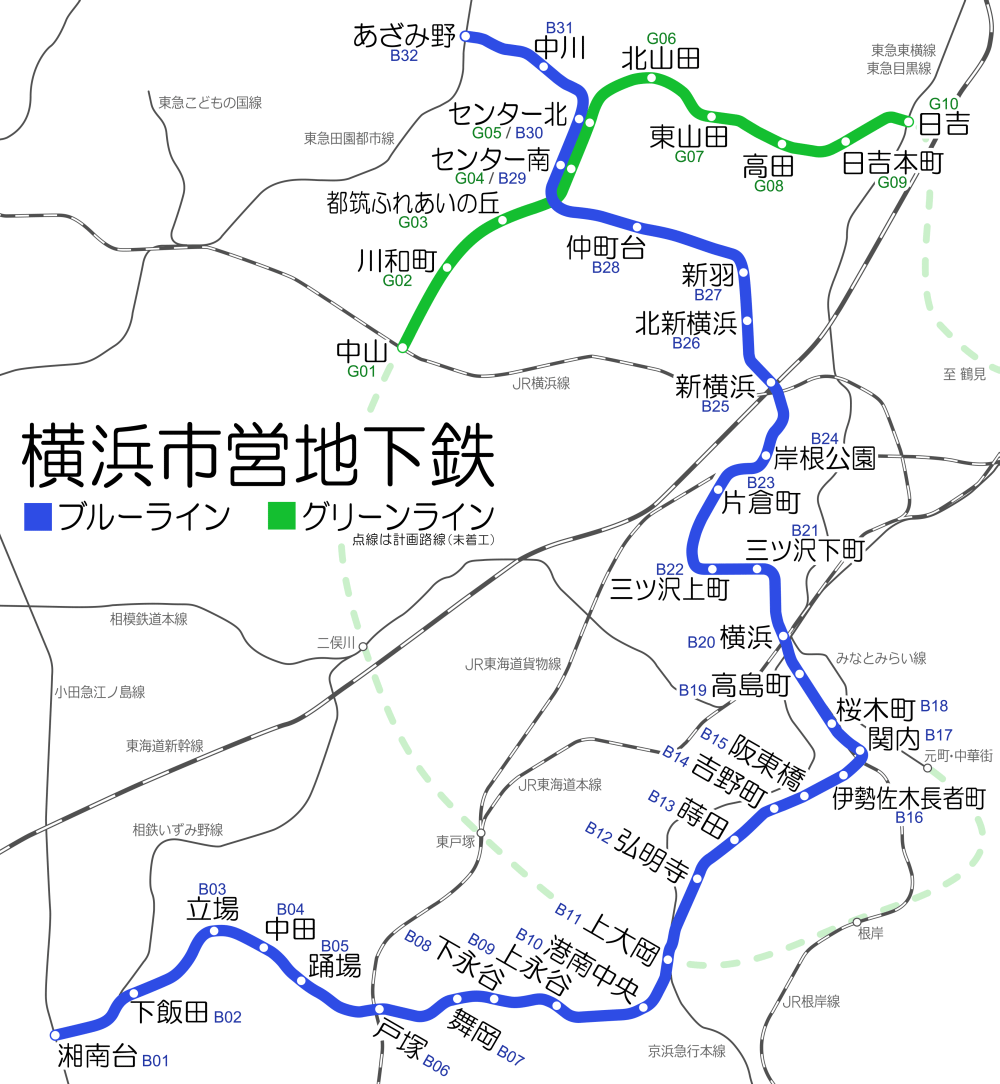
요코하마 시영 지하철 노선도. 외형은 인천 도시철도 1·2호선을 합쳐 놓은 모양과 흡사하다.
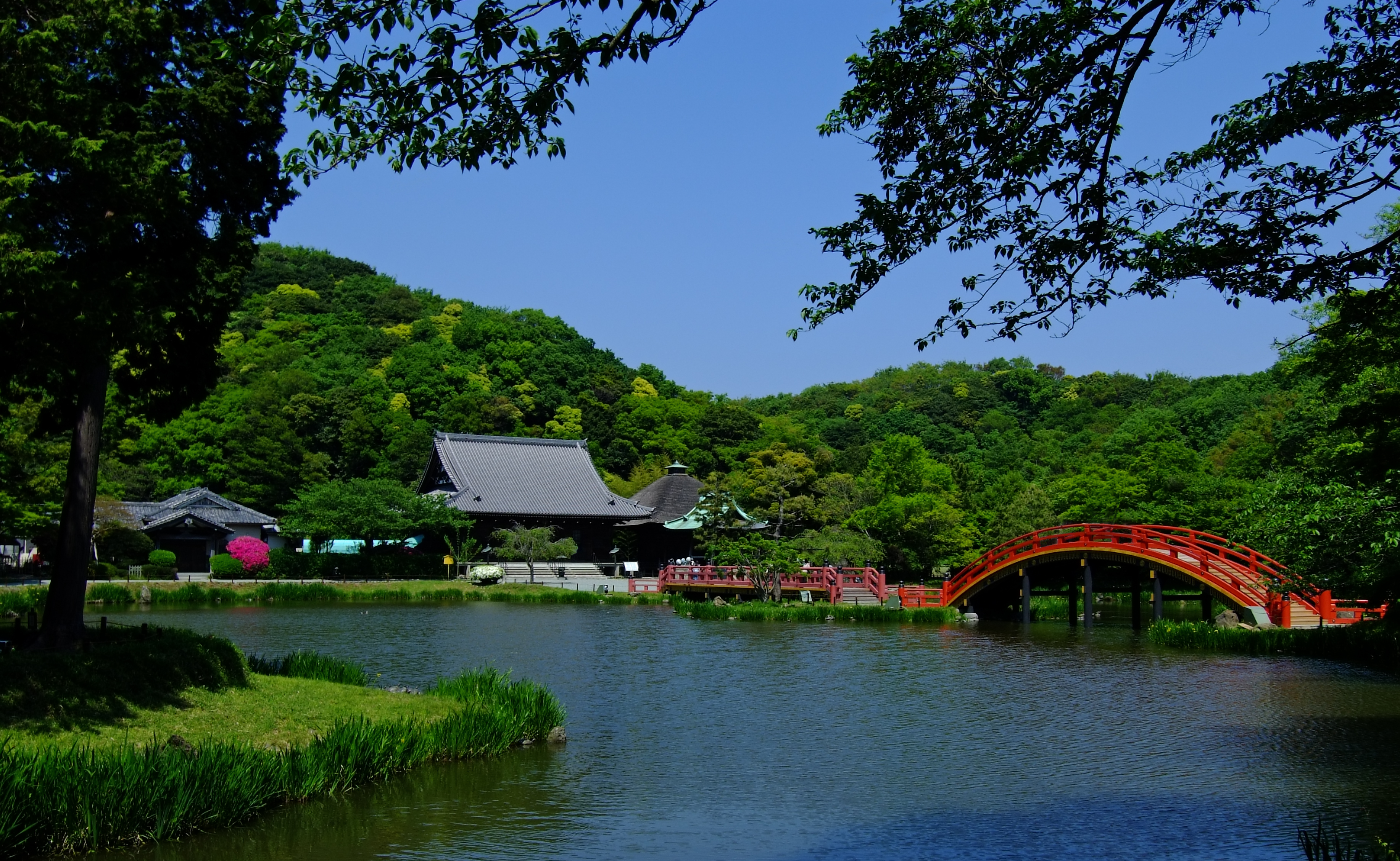
쇼묘지 정원 (가나자와구)
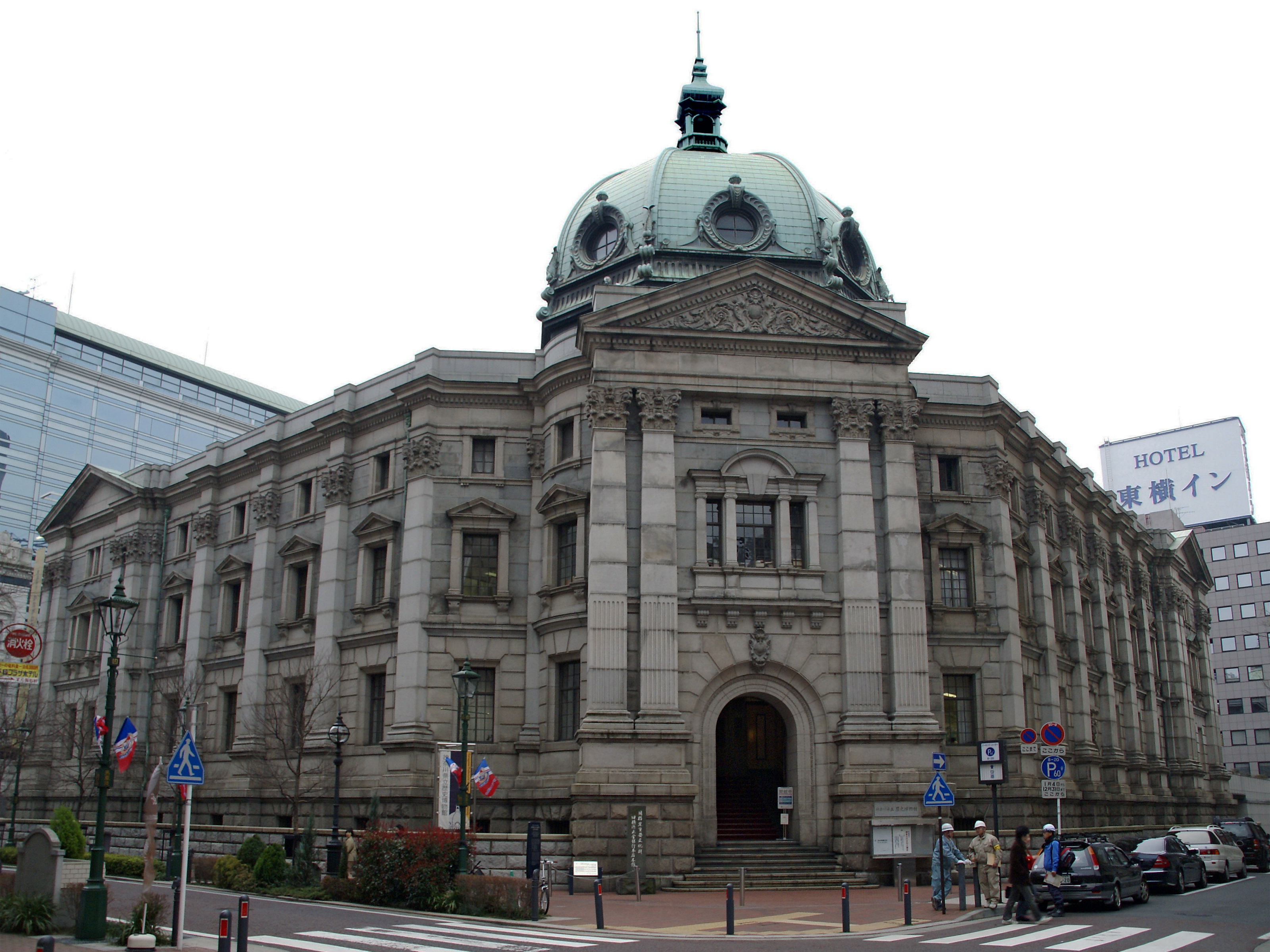
가나가와현립 역사박물관 (구 요코하마 정금은행 본점, 나카구)
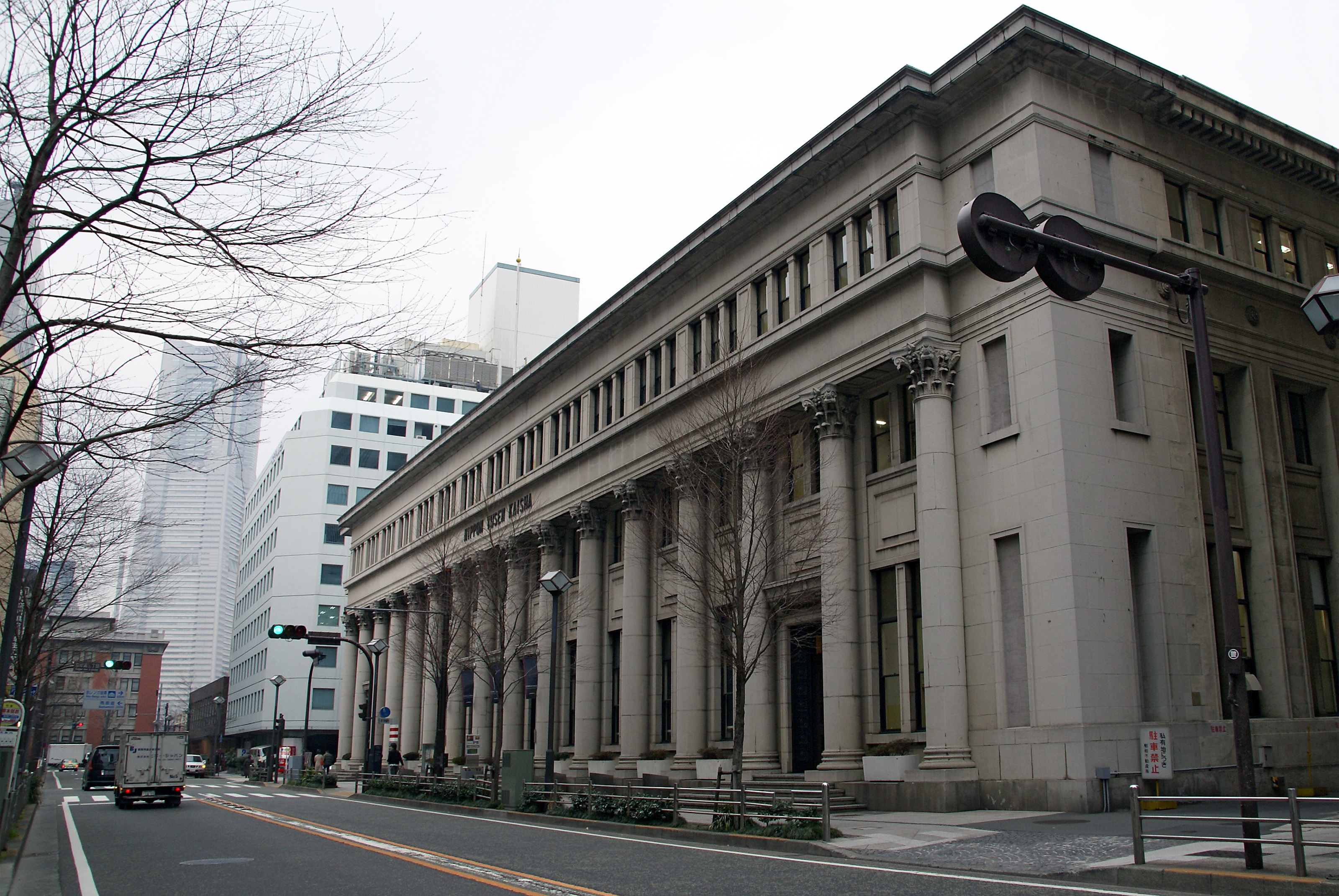
일본우선 요코하마 지점 (나카구)
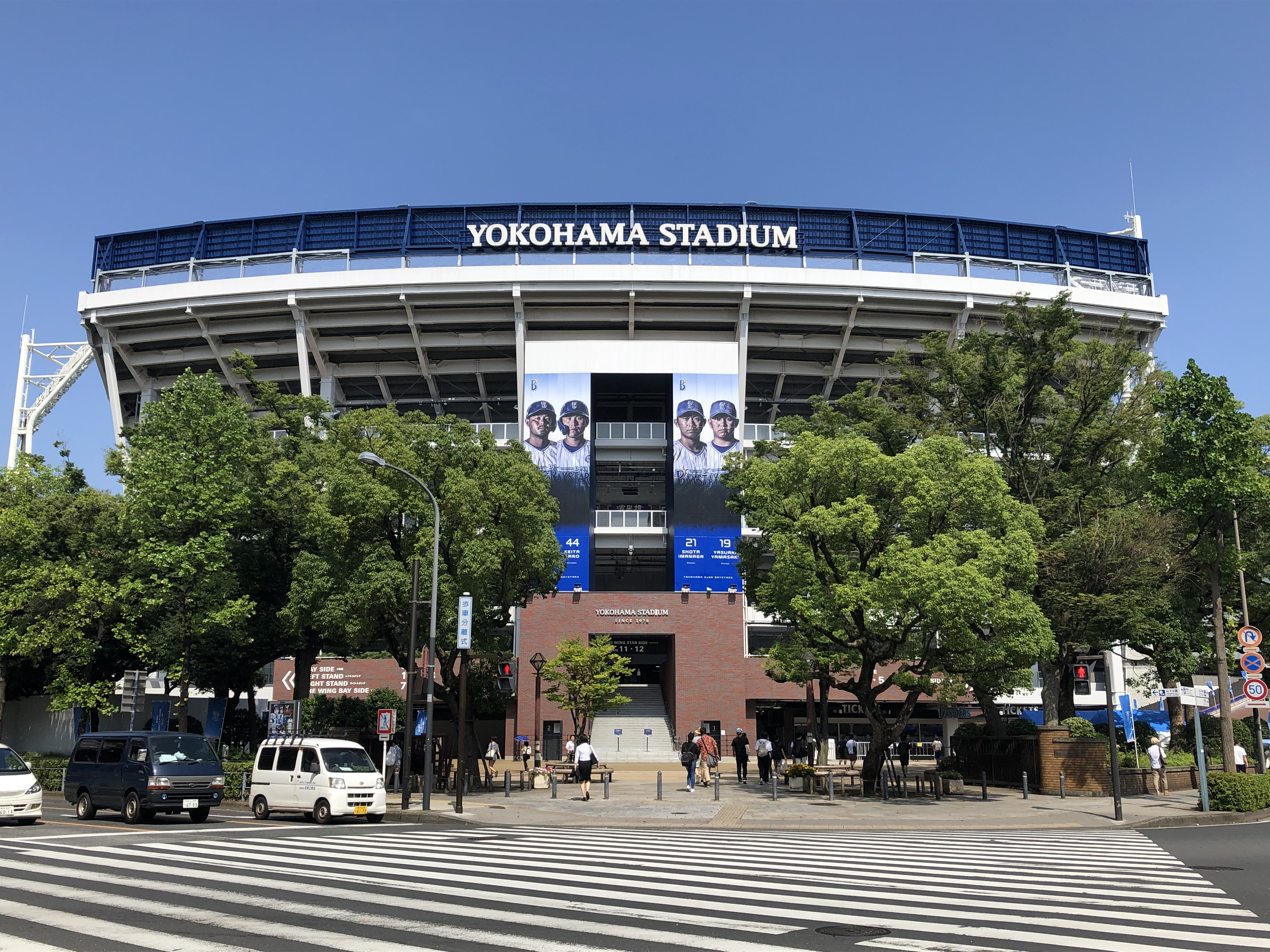
요코하마 스타디움
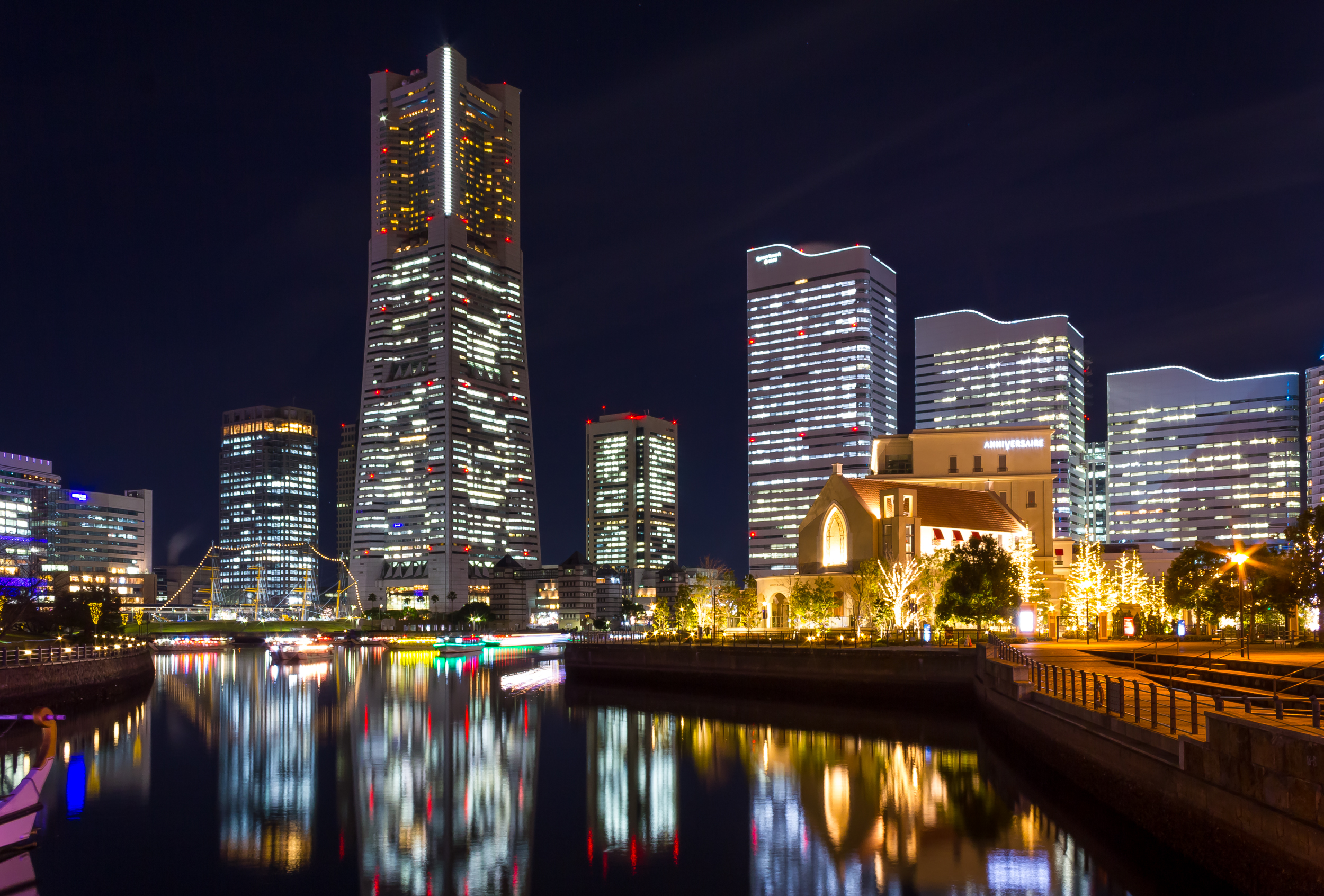
요코하마 미나토미라이 21 (니시구)
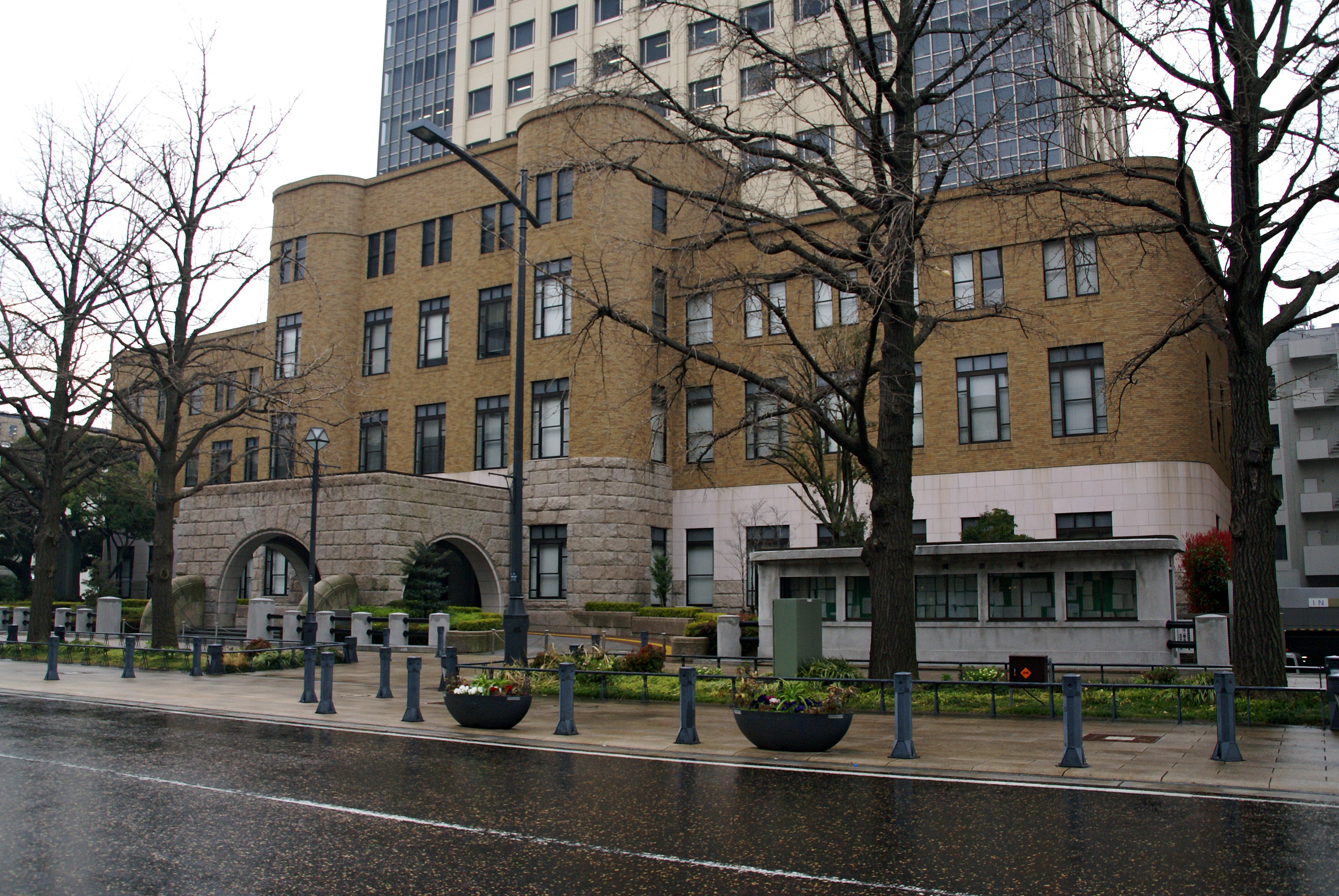
요코하마 지방재판소
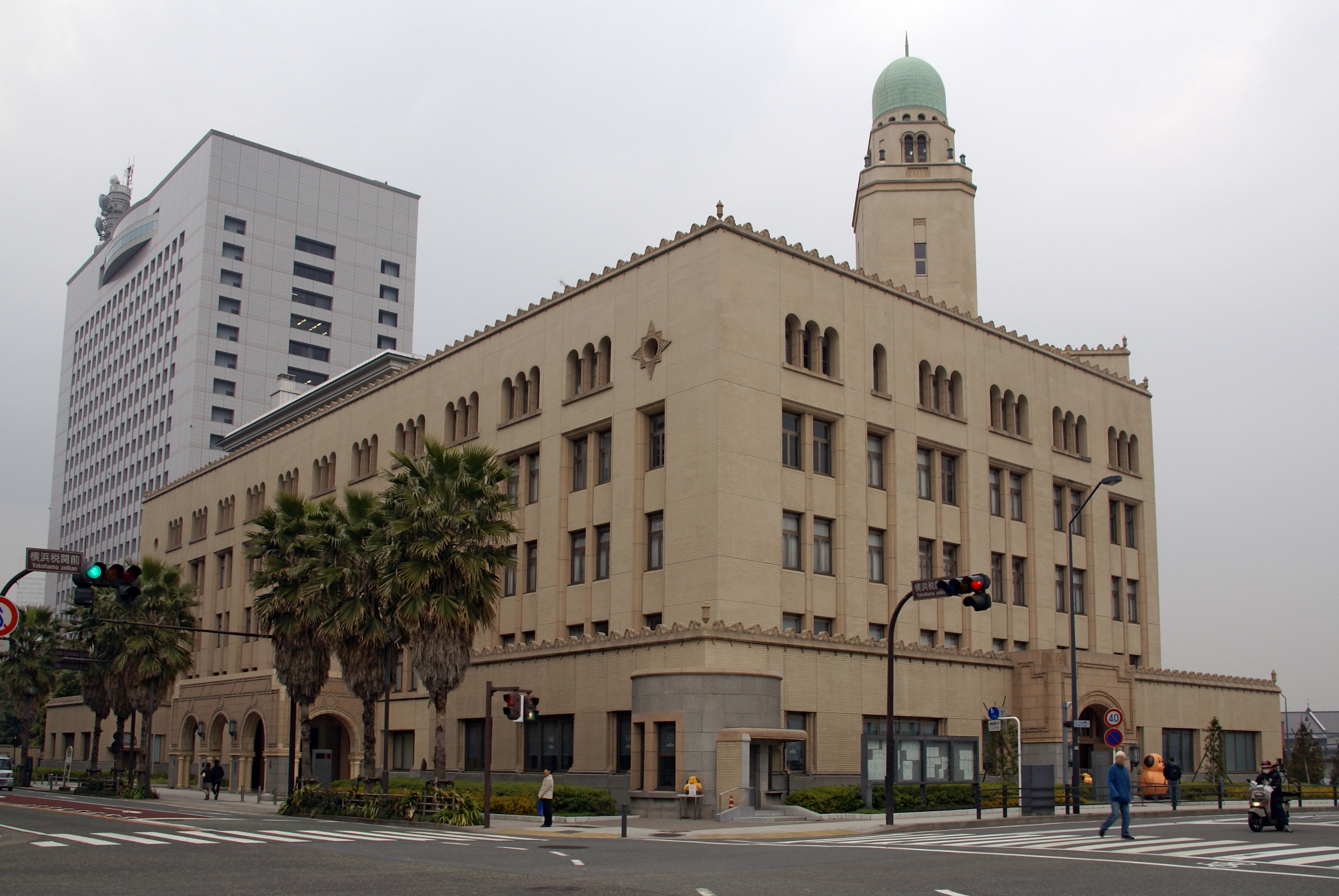
요코하마 세관 (퀸의 탑)
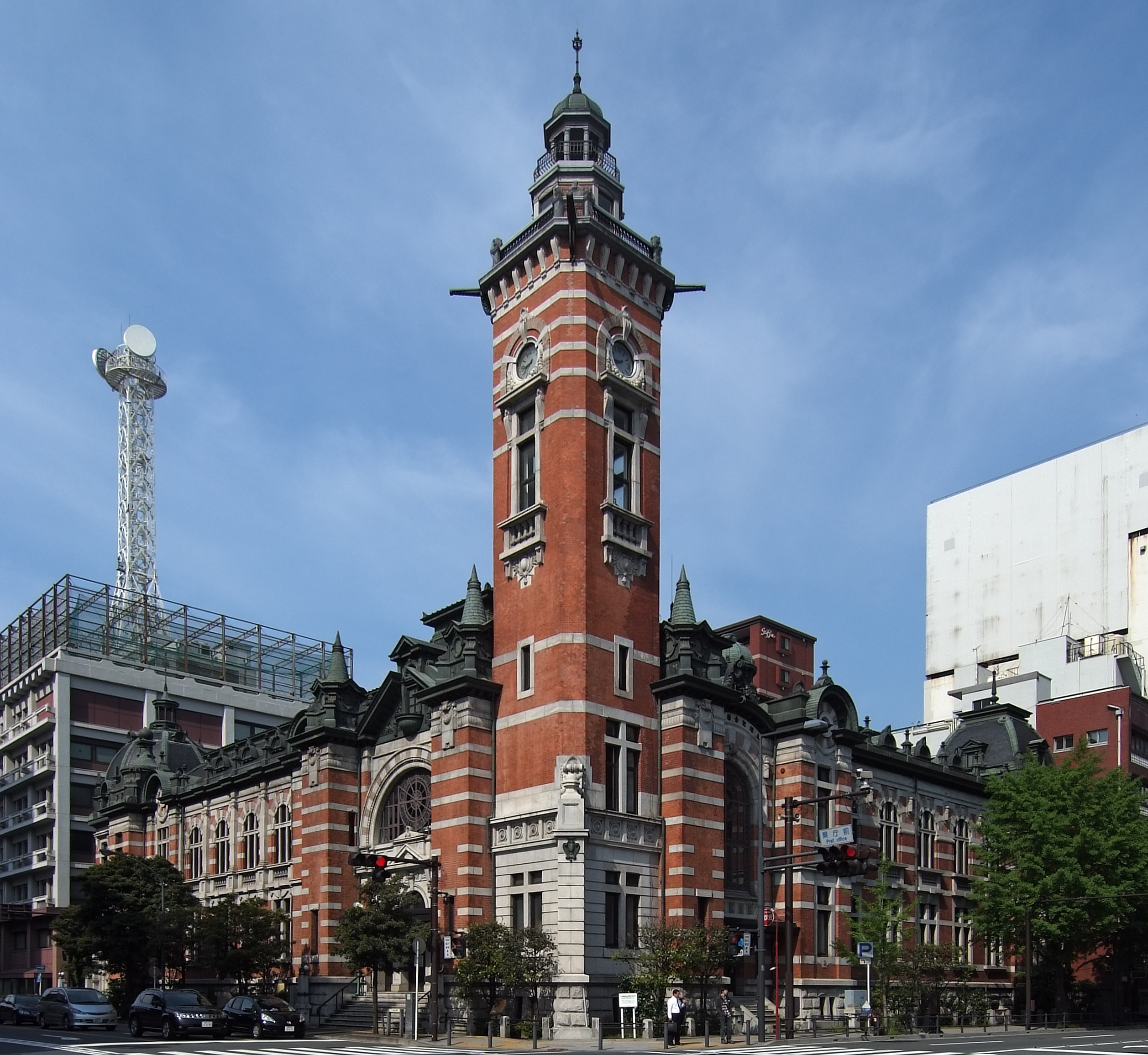
요코하마시 개항 기념회관(일본어판, 중국어판) (잭의 탑)
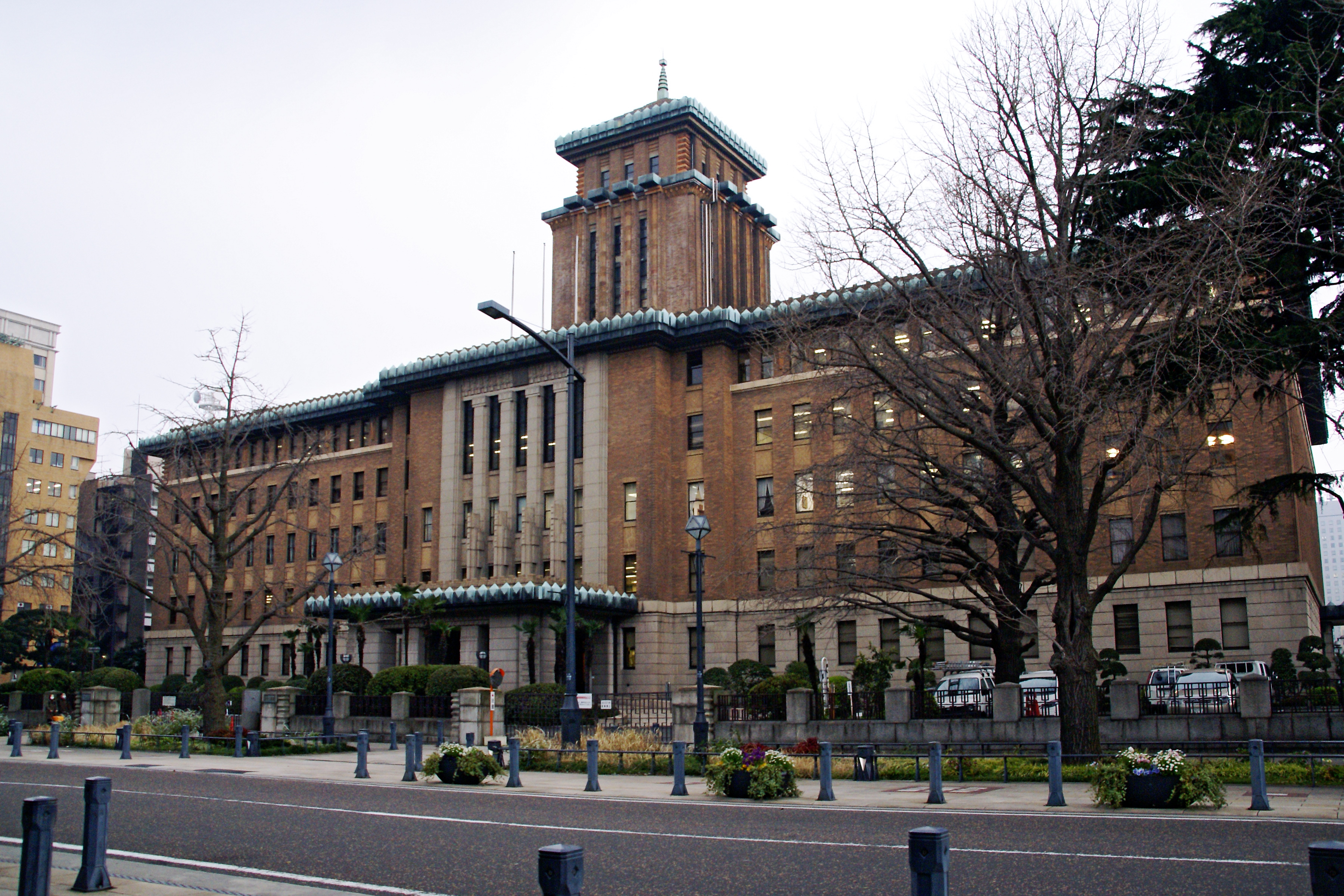
가나가와현청 본청사 (킹의 탑)
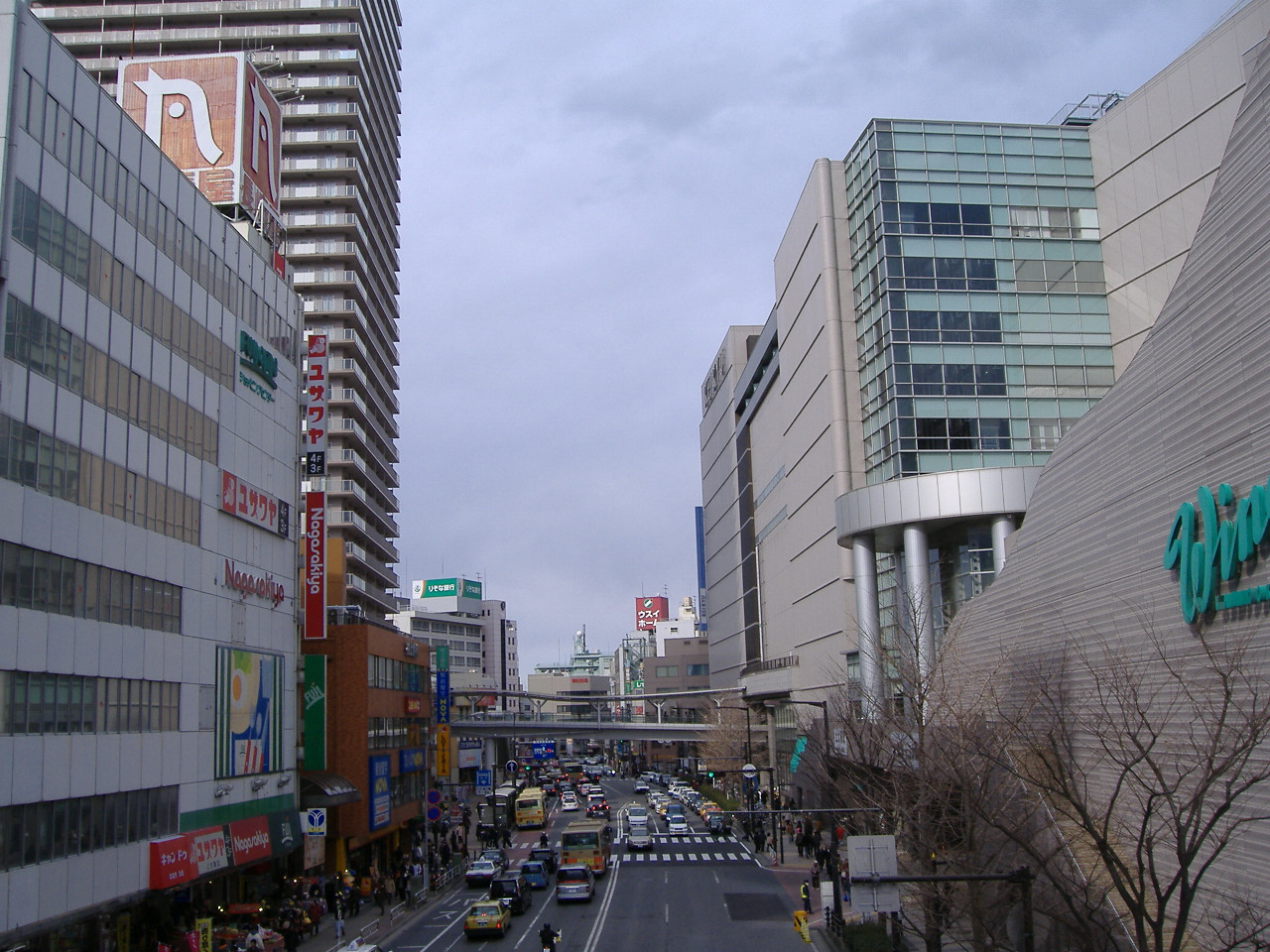
가미오오카역
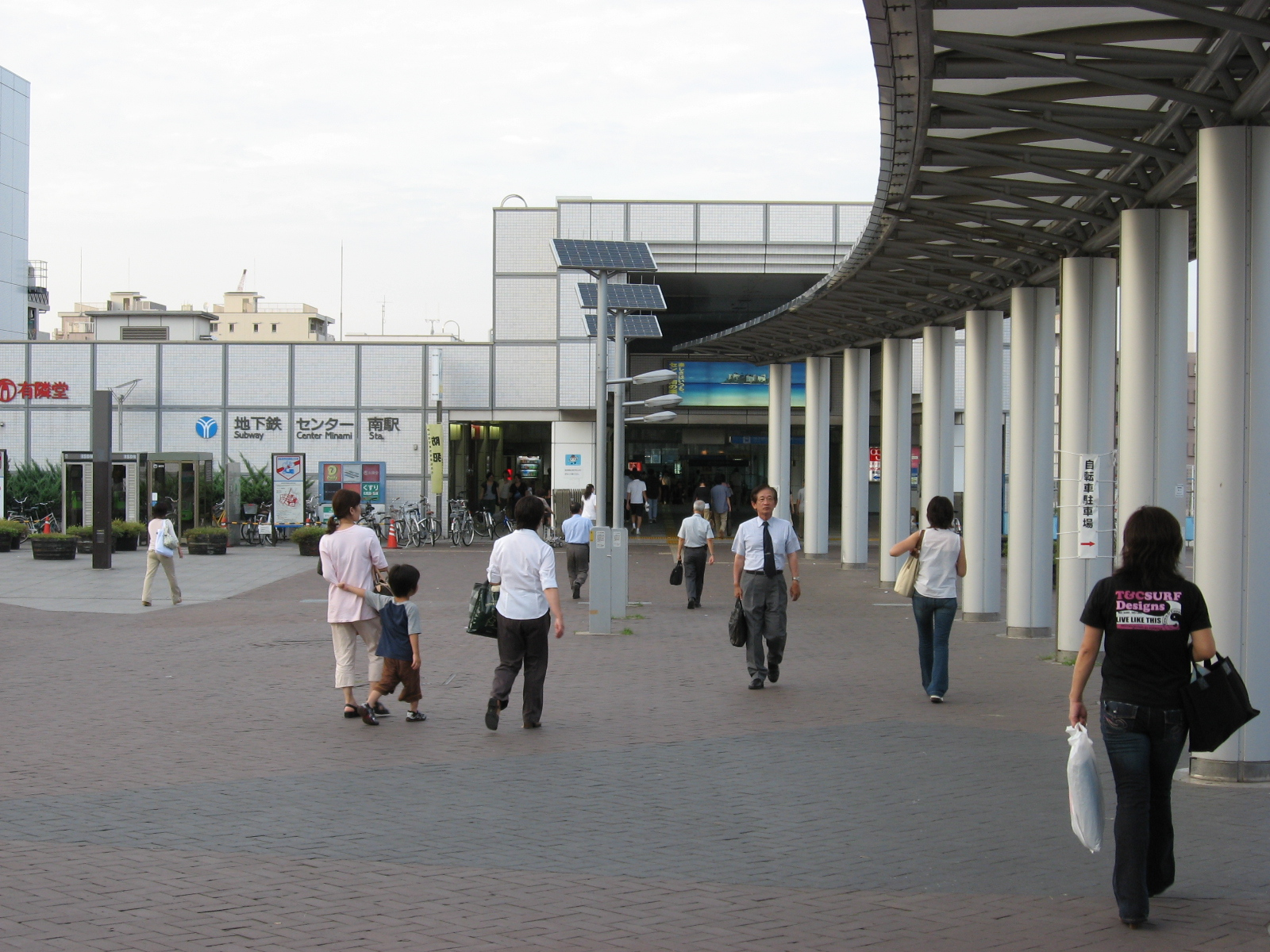
고호쿠 뉴타운
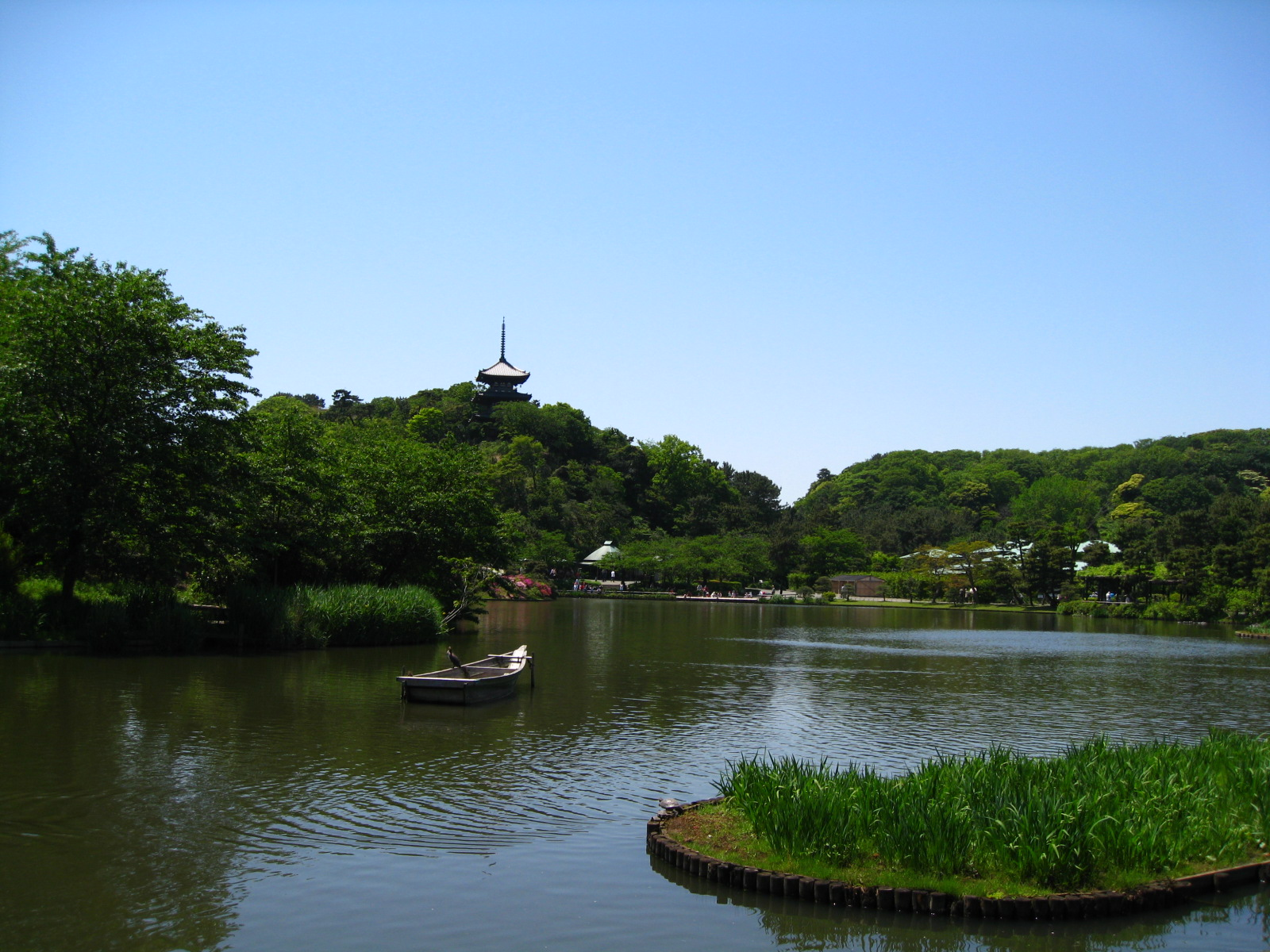
산케이엔과 조슈카쿠
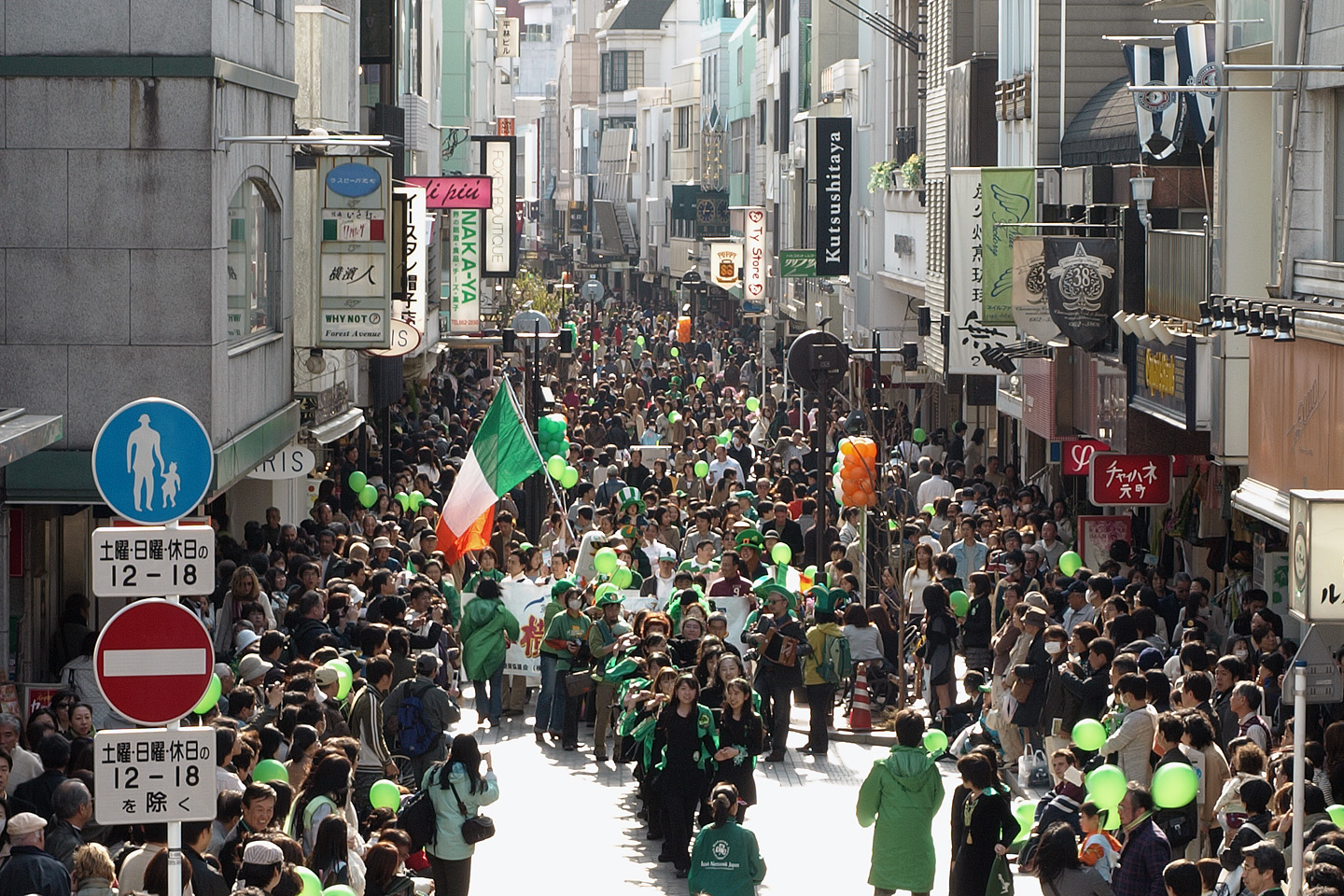
모토마치
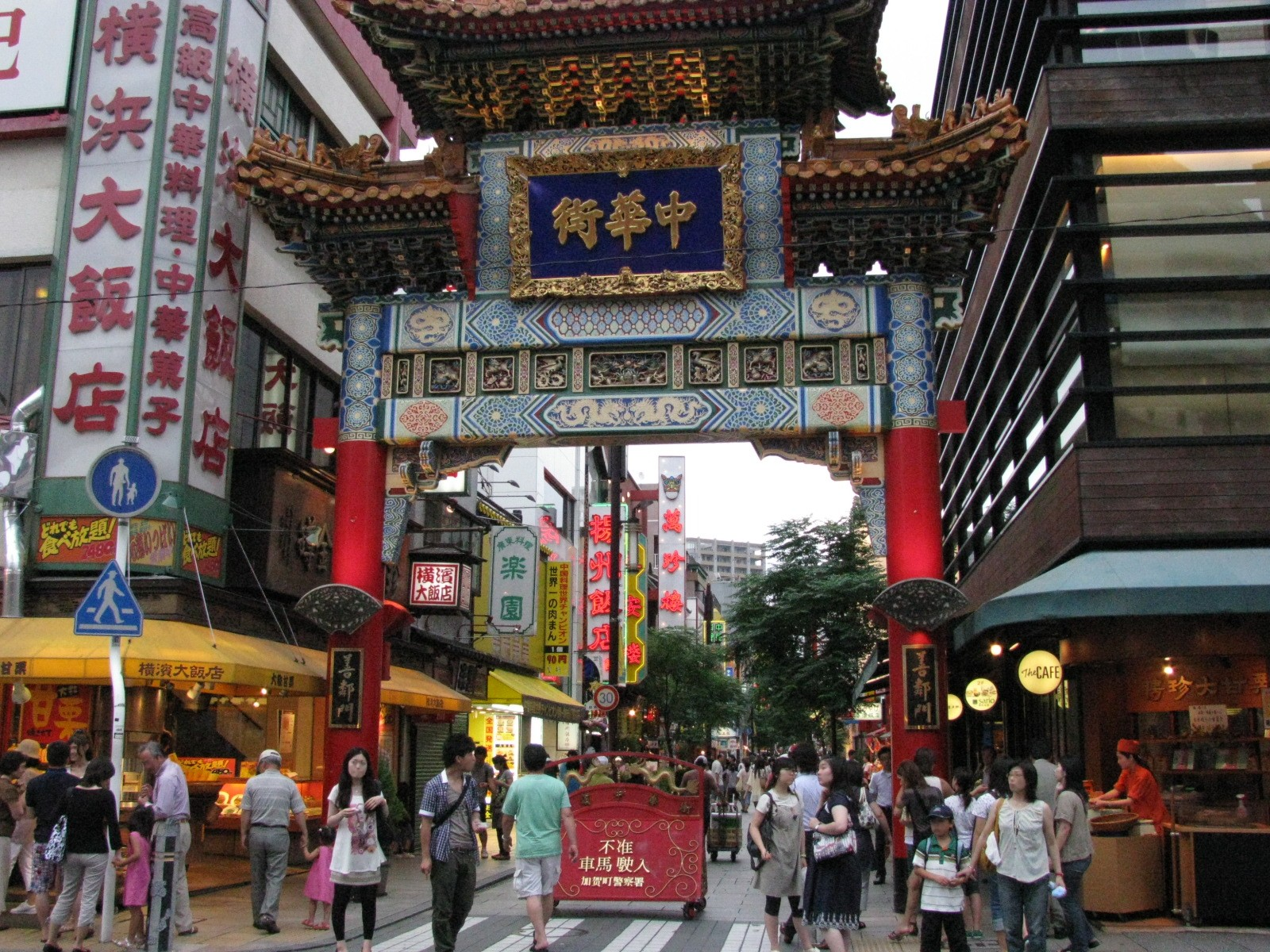
요코하마 중화가와 젠린몬 배경을 봐도 인천 차이나타운의 일본판이자 쌍둥이 동생 격이다.
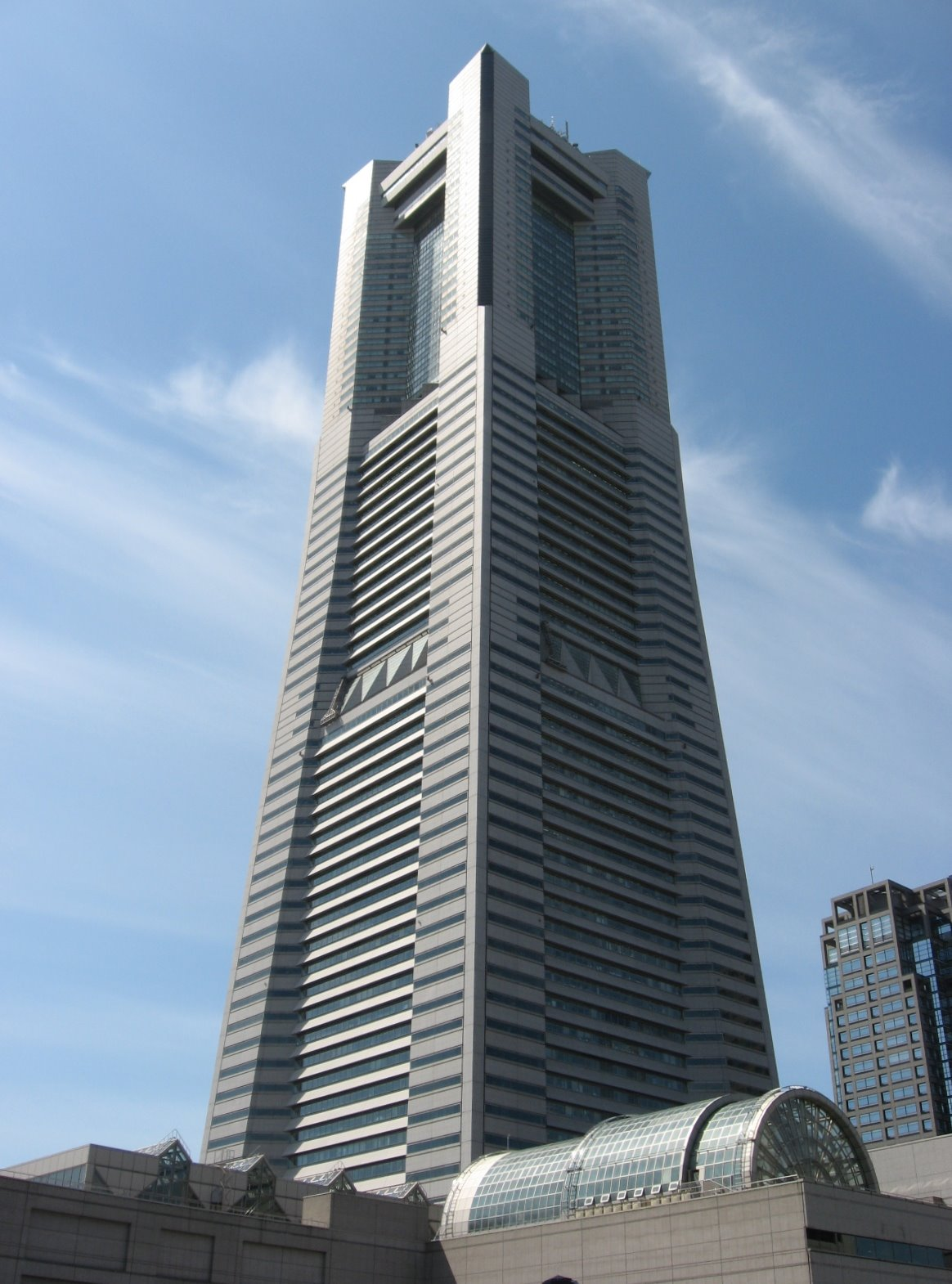
요코하마 랜드마크 타워
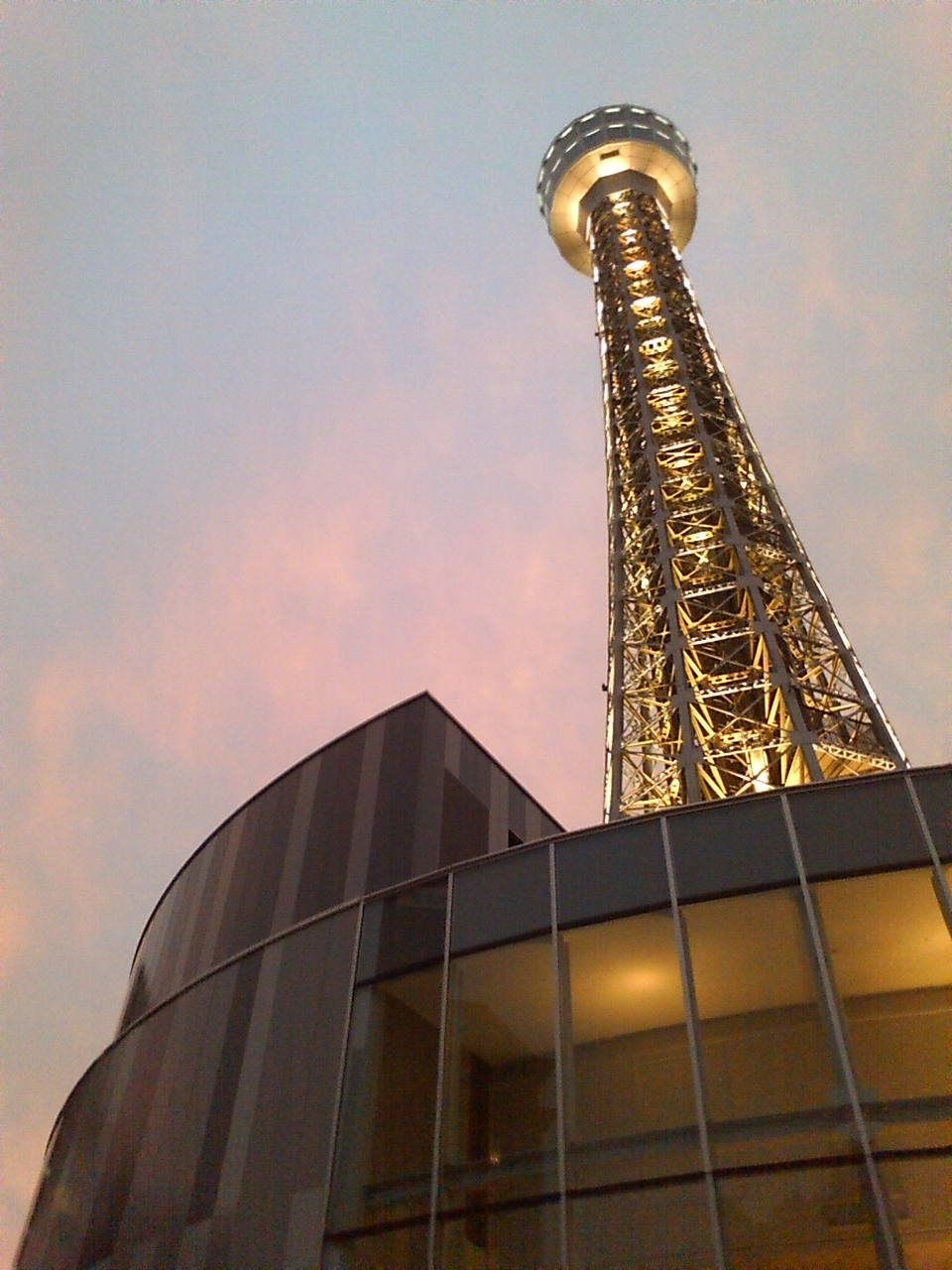
요코하마 마린타워
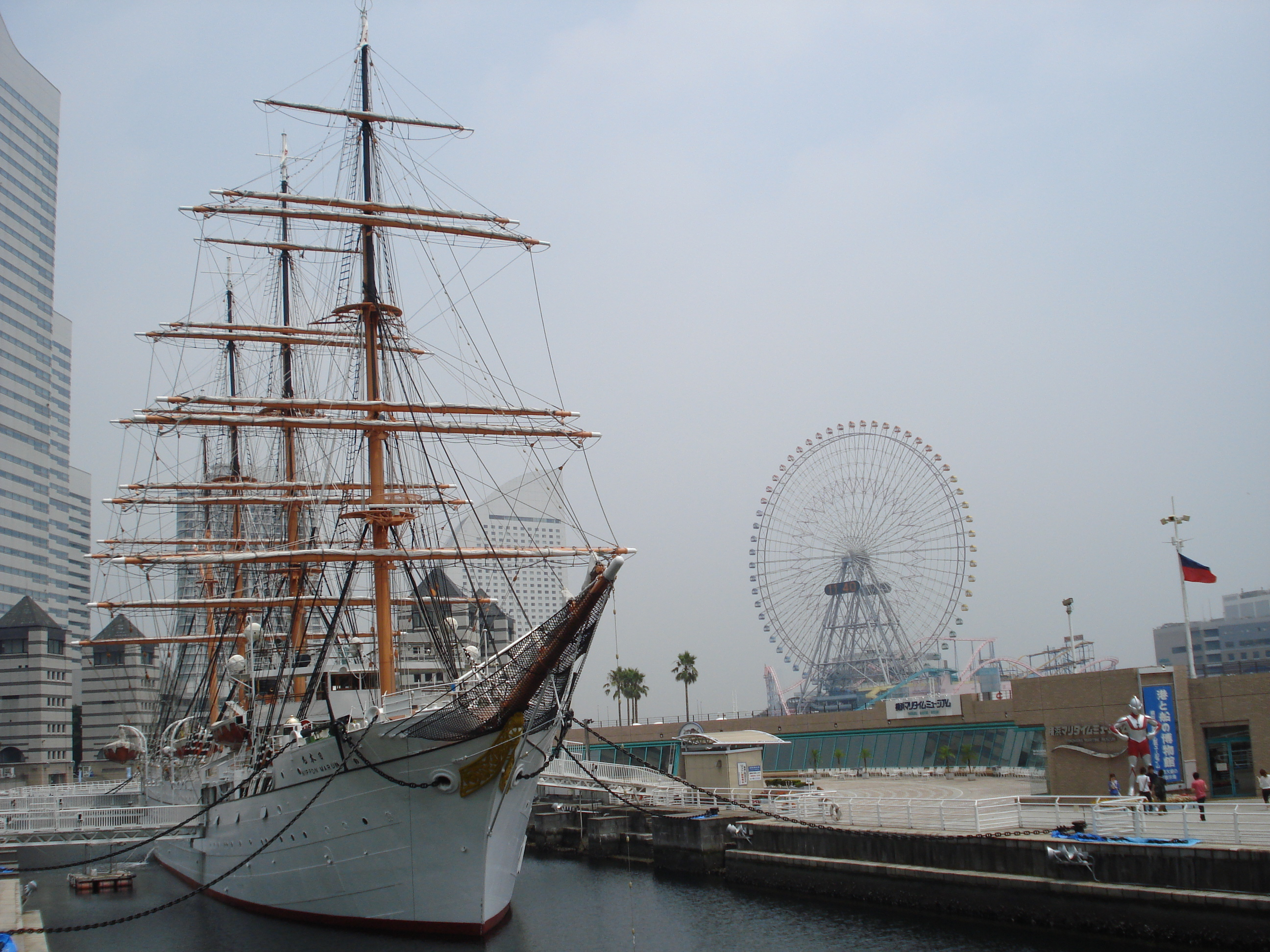
초창기의 닛폰마루
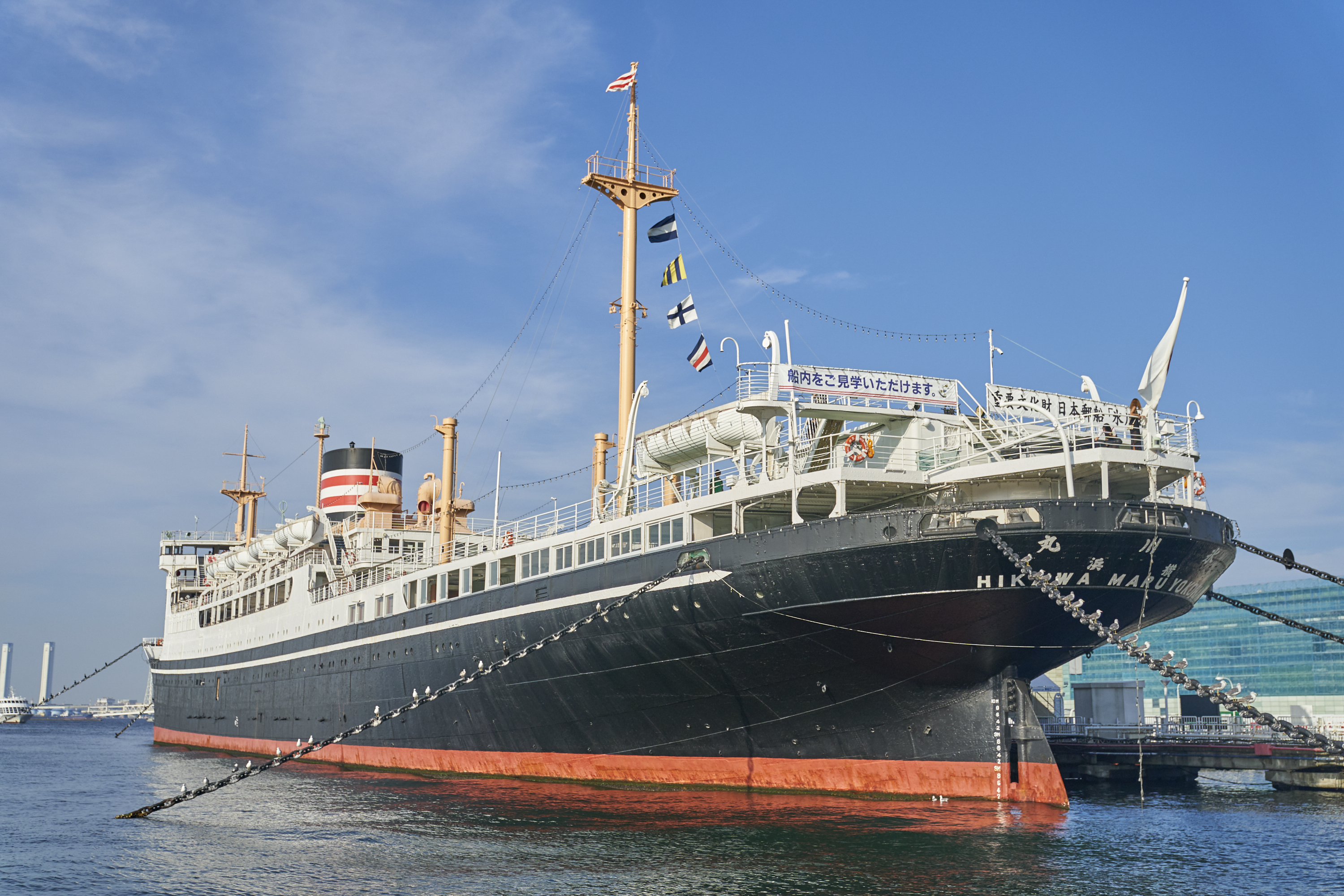
히카와마루
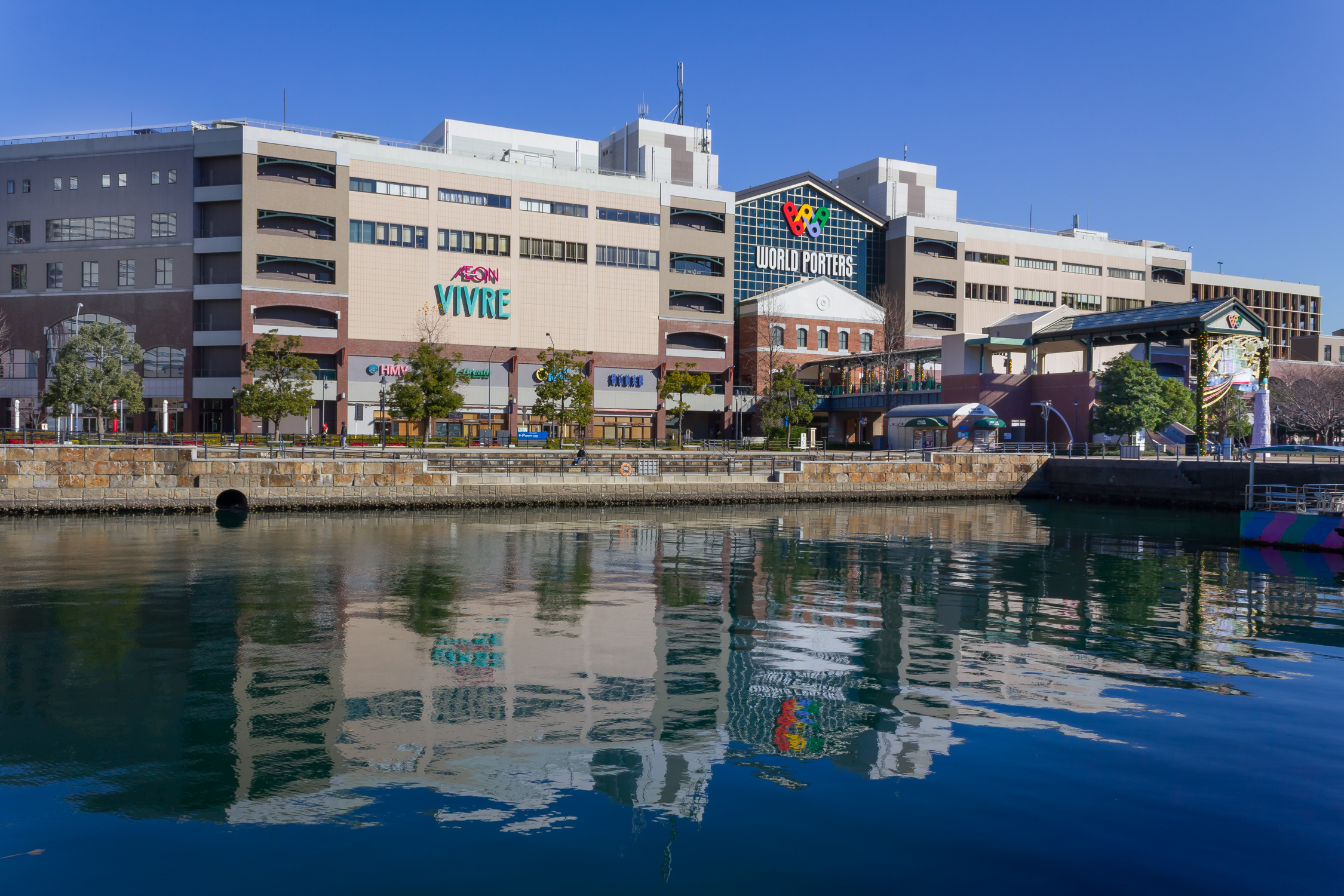
요코하마 월드 포터스
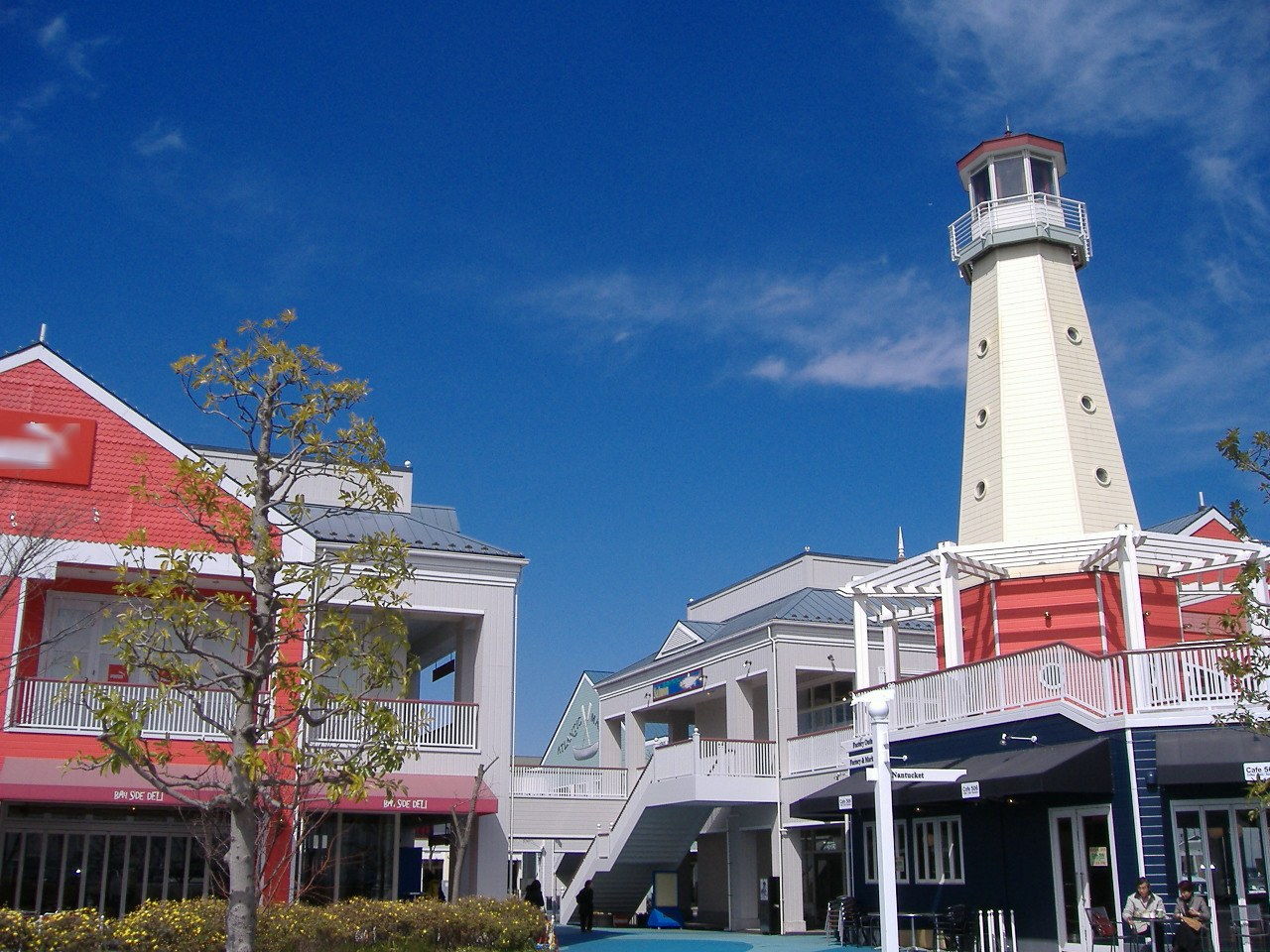
미쓰이 아울렛파크 요코하마 베이사이드(일본어판)
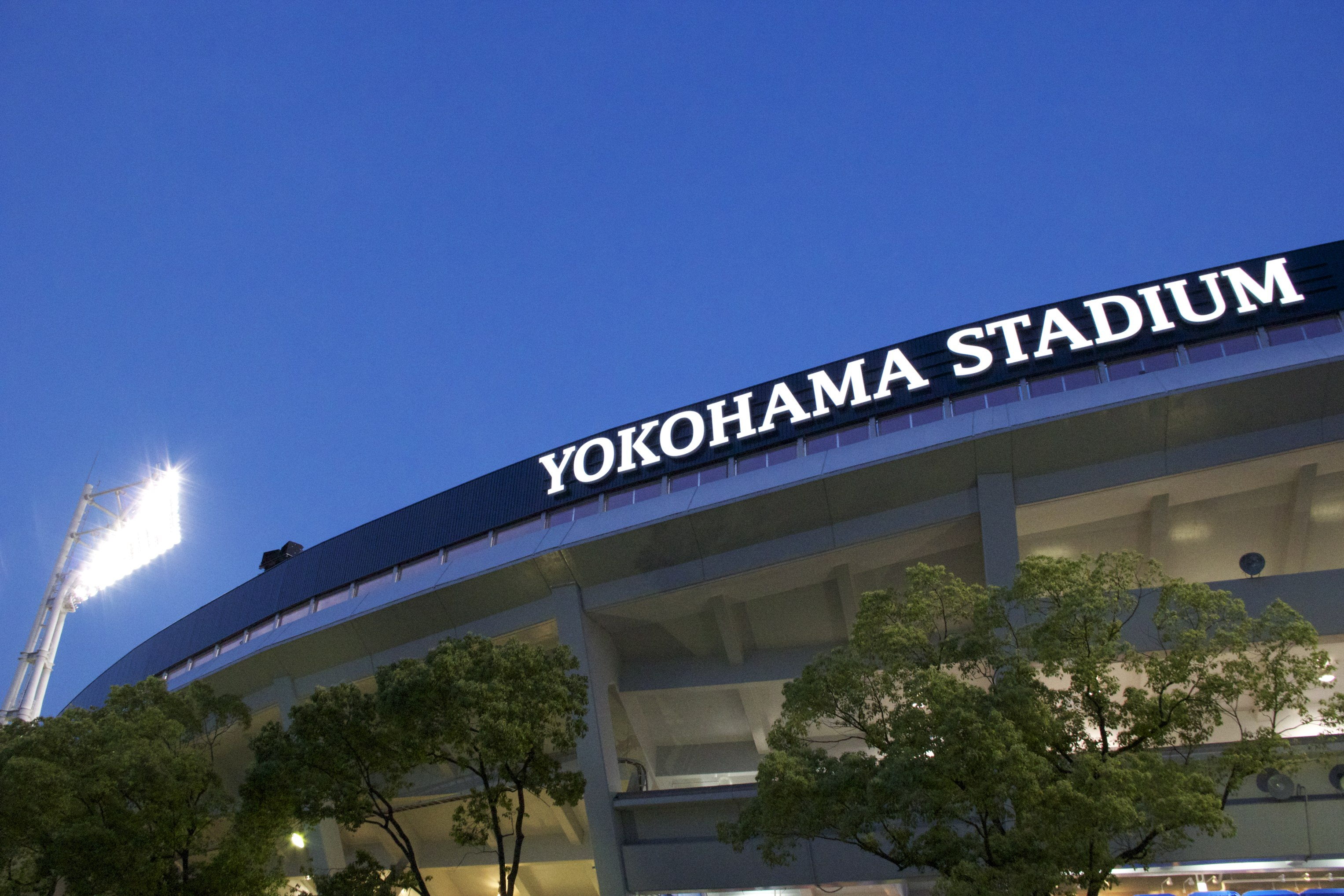
요코하마 스타디움
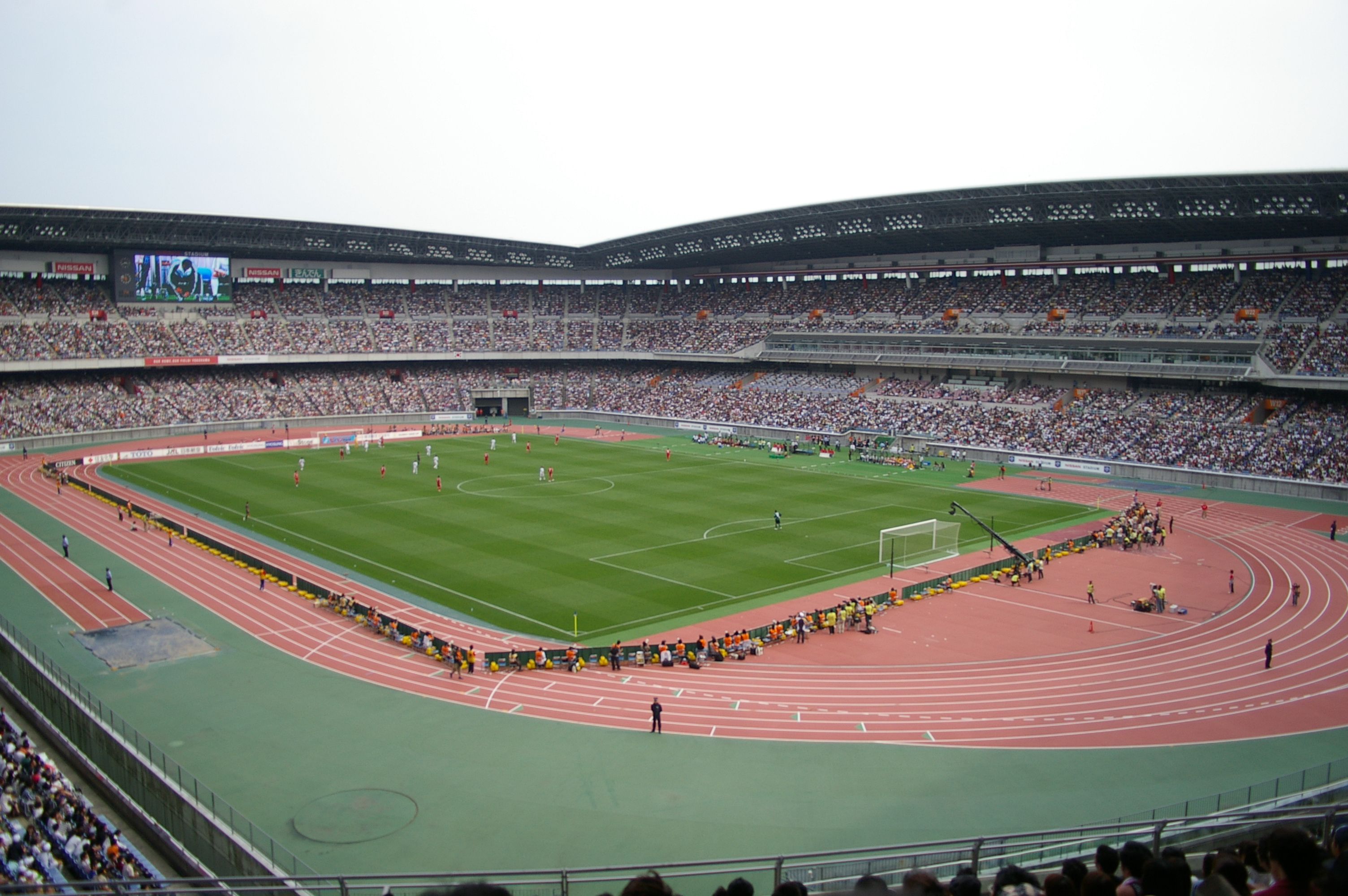
닛산 스타디움
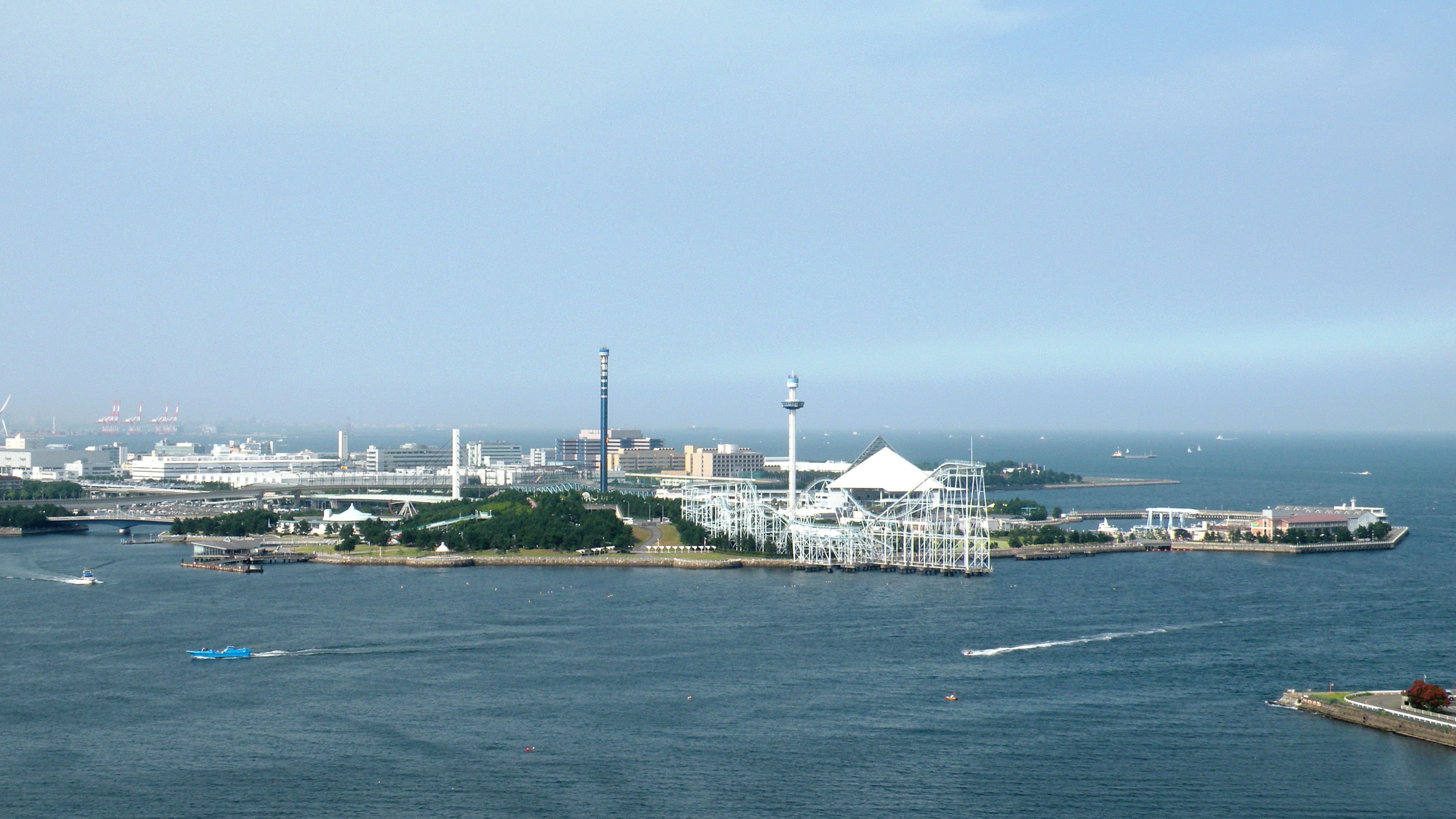
요코하마 핫케이지마 시 파라다이스
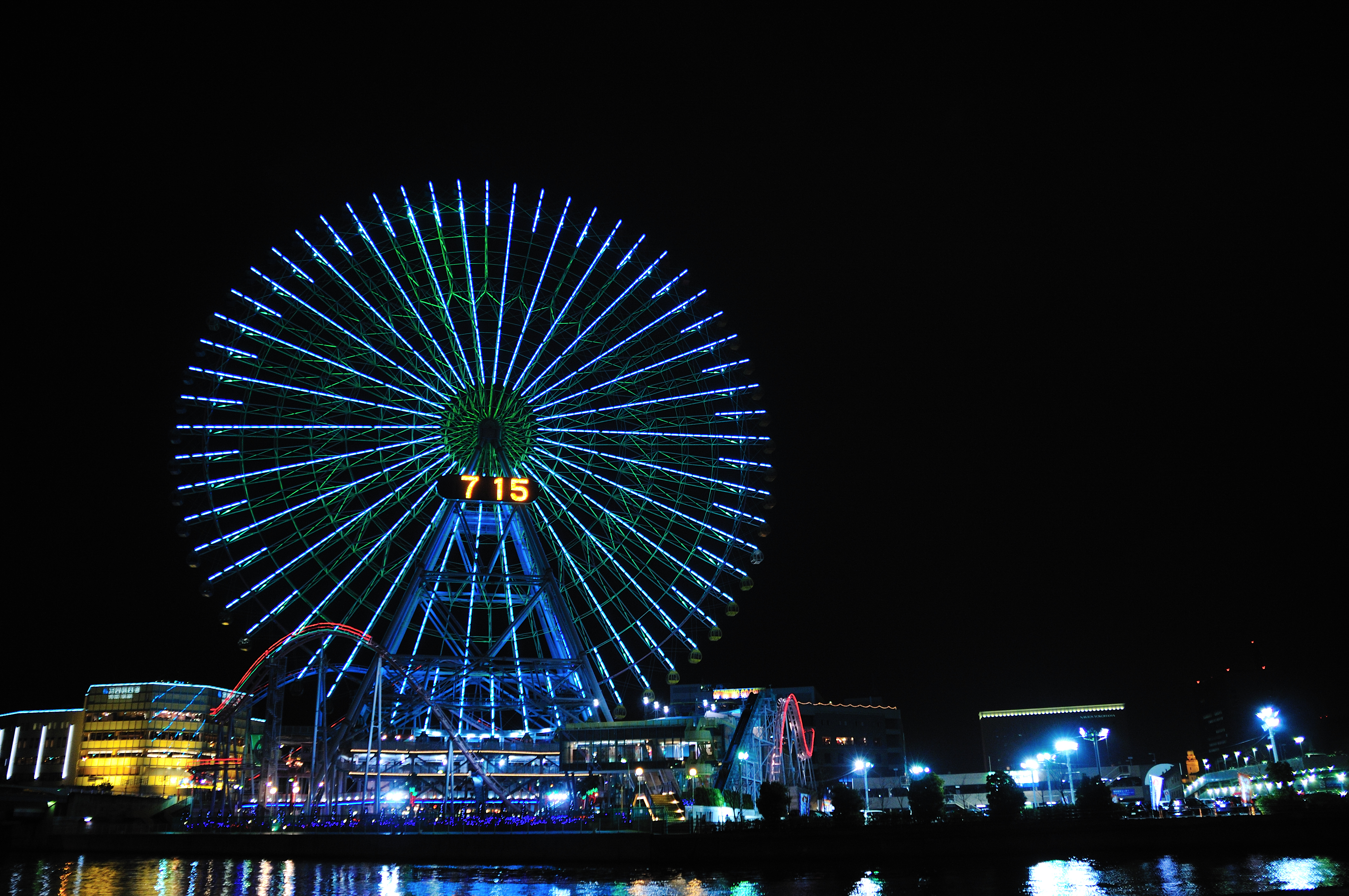
요코하마 코스모월드
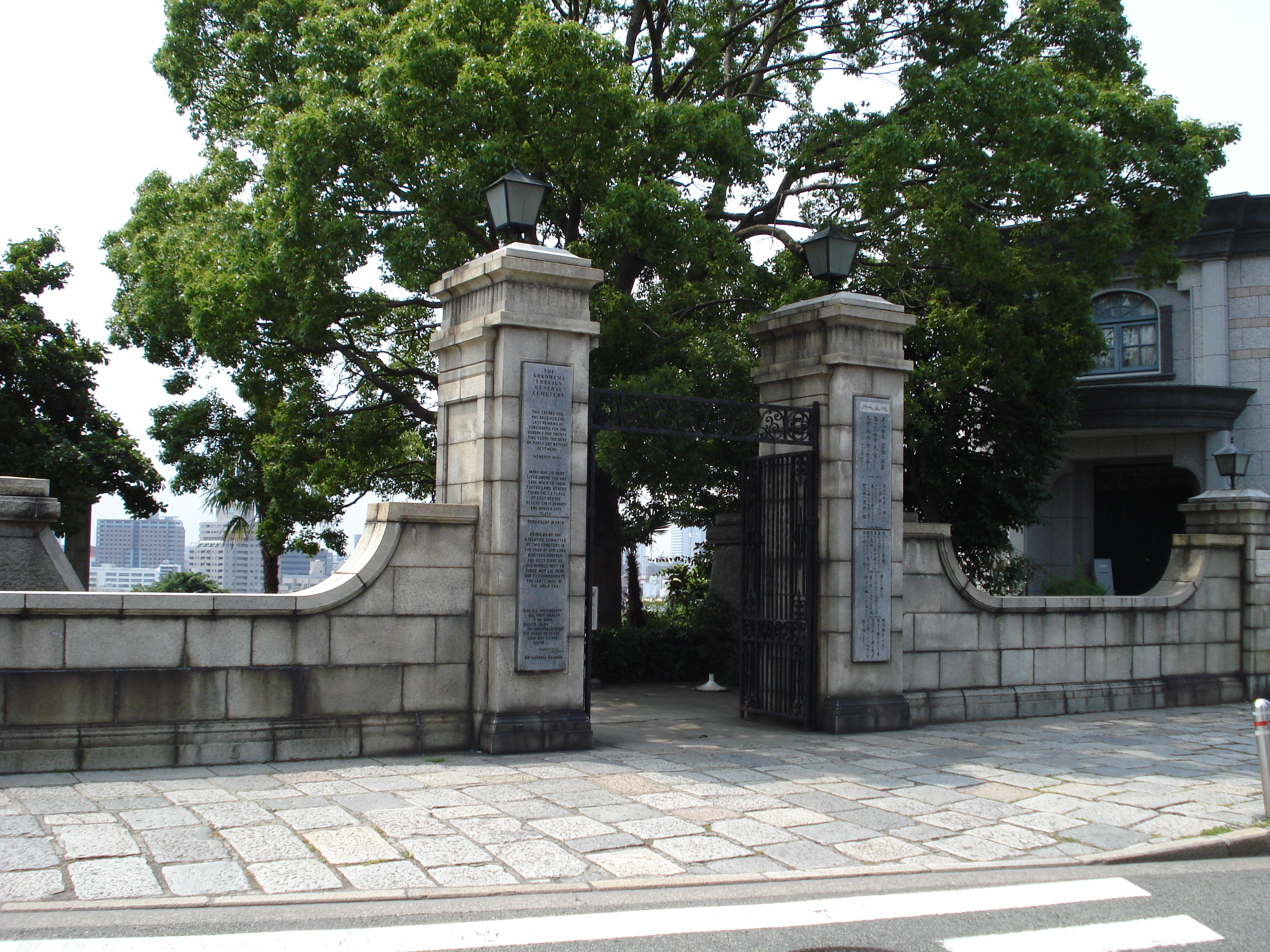
요코하마 외국인 묘지
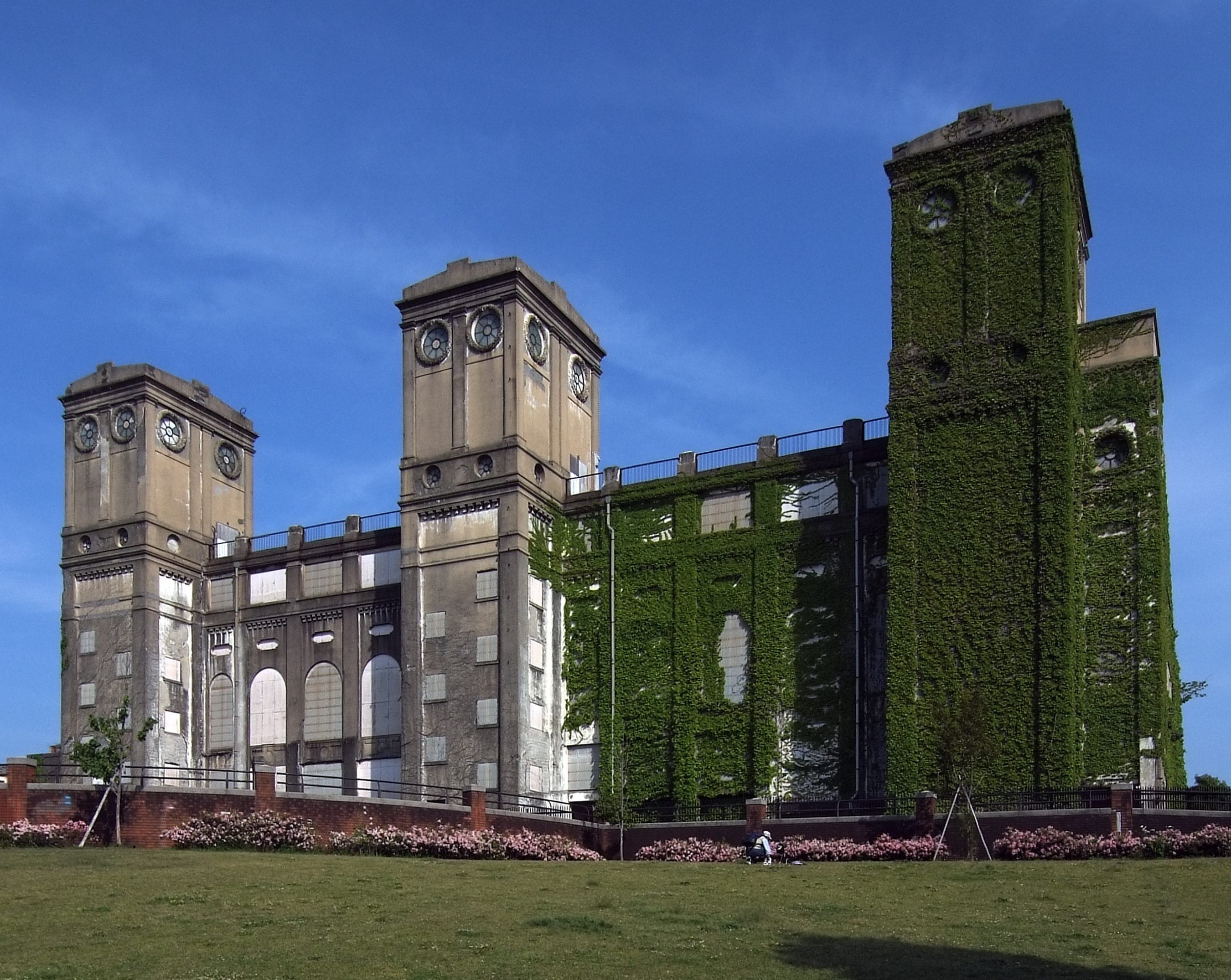
네기시 삼림공원(일본어판) (구 요코하마 경마장(일본어판))
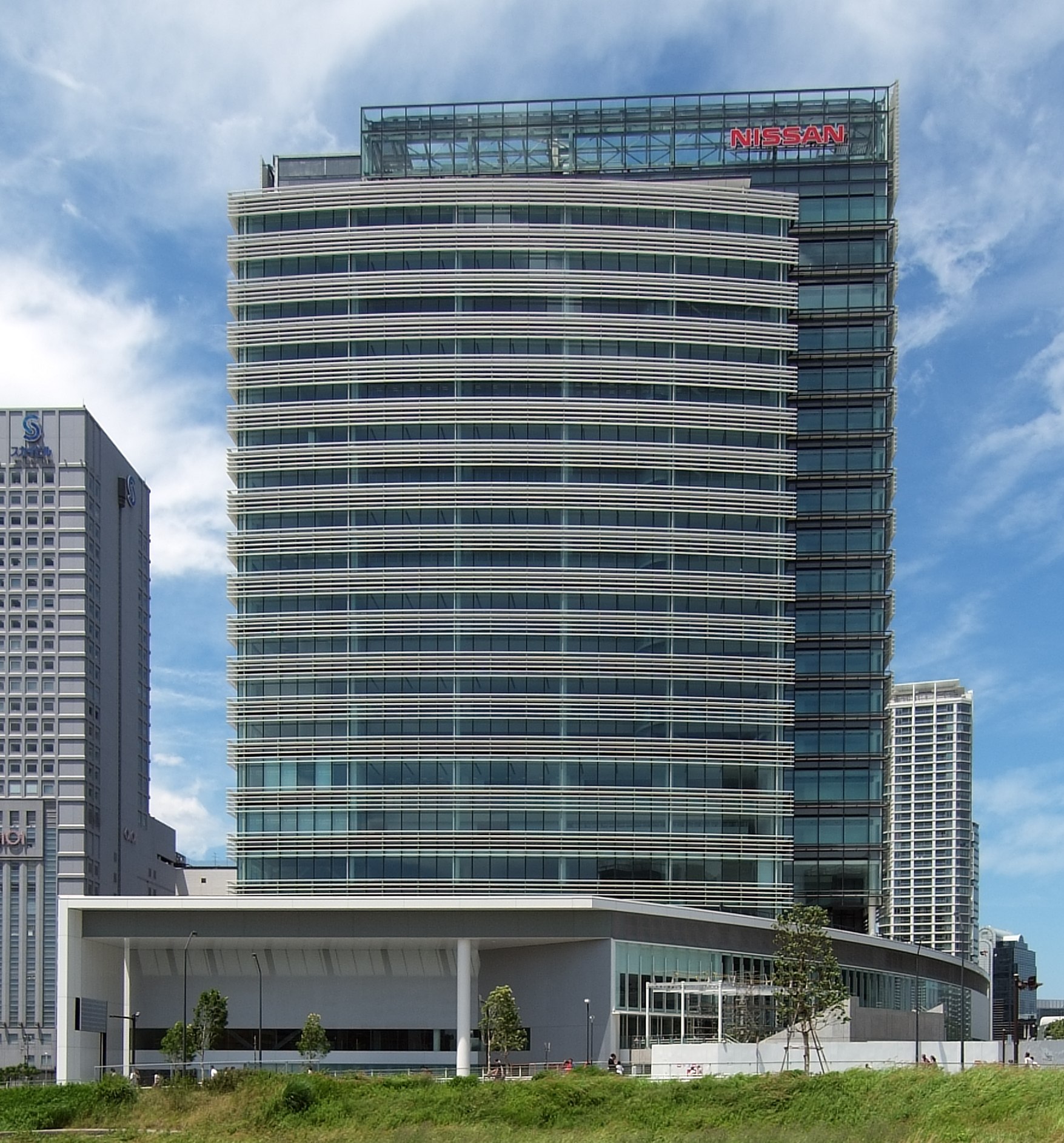
닛산 자동차의 글로벌 본사
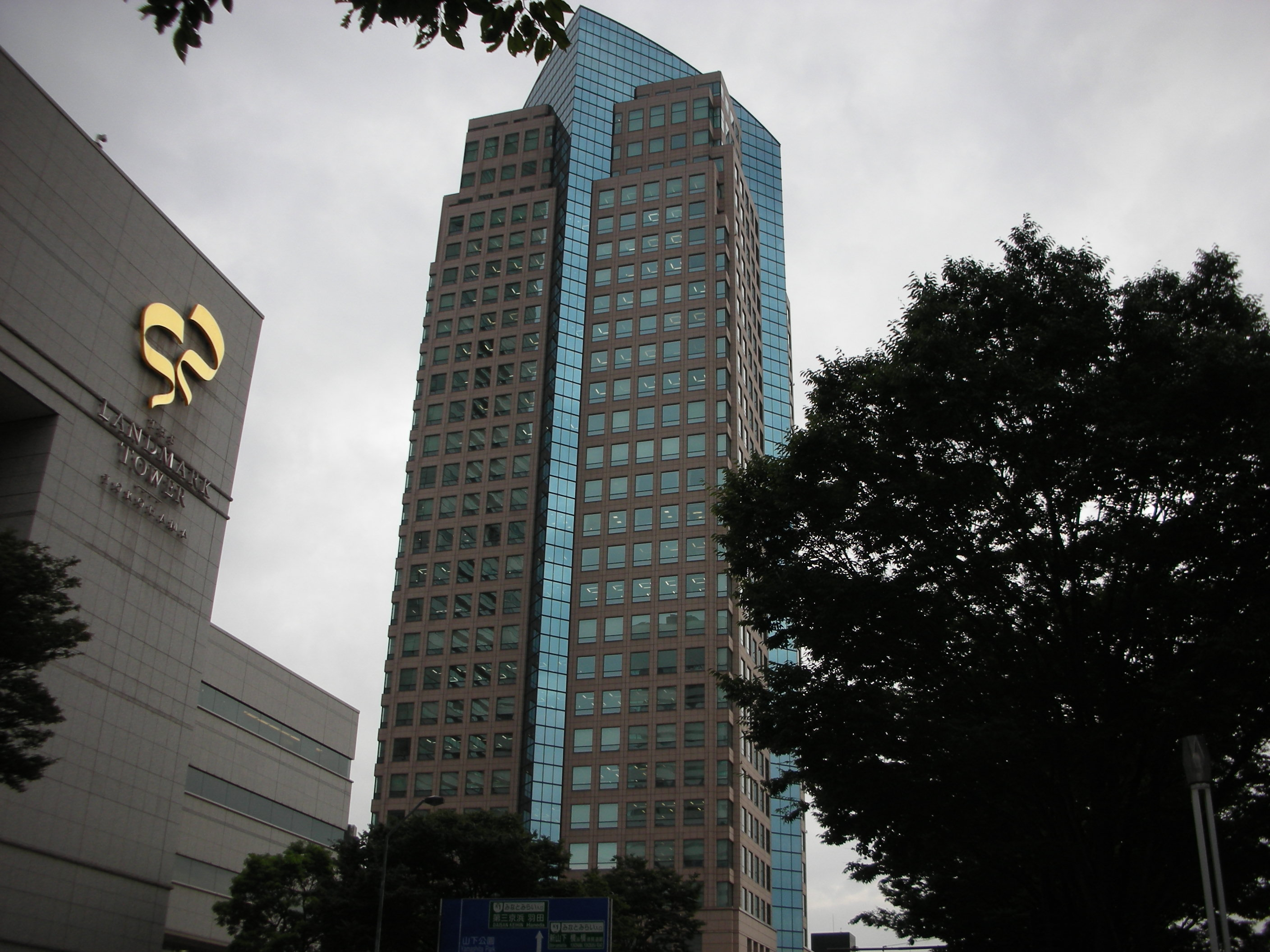
요코하마 은행 본사 빌딩
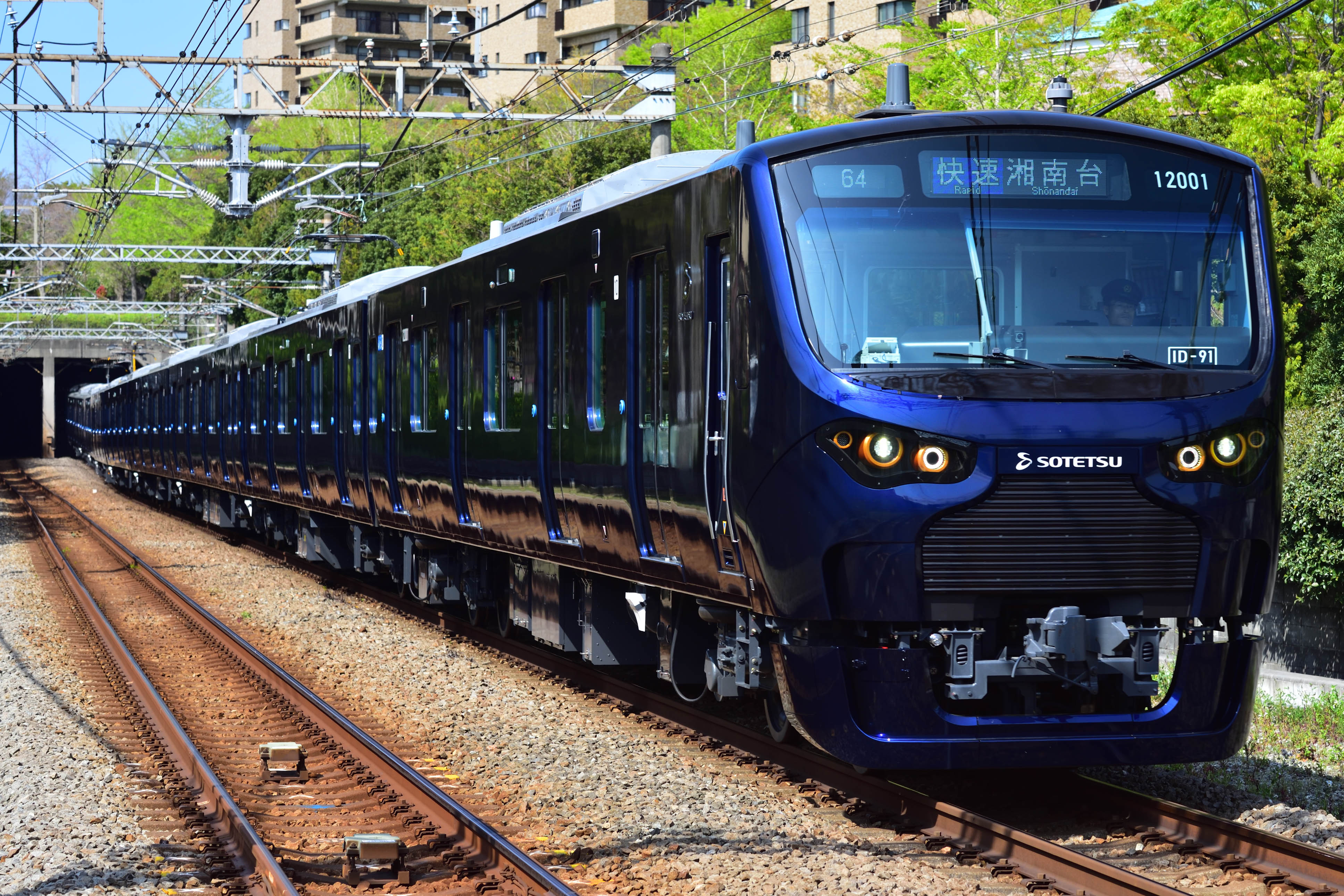
사가미 철도
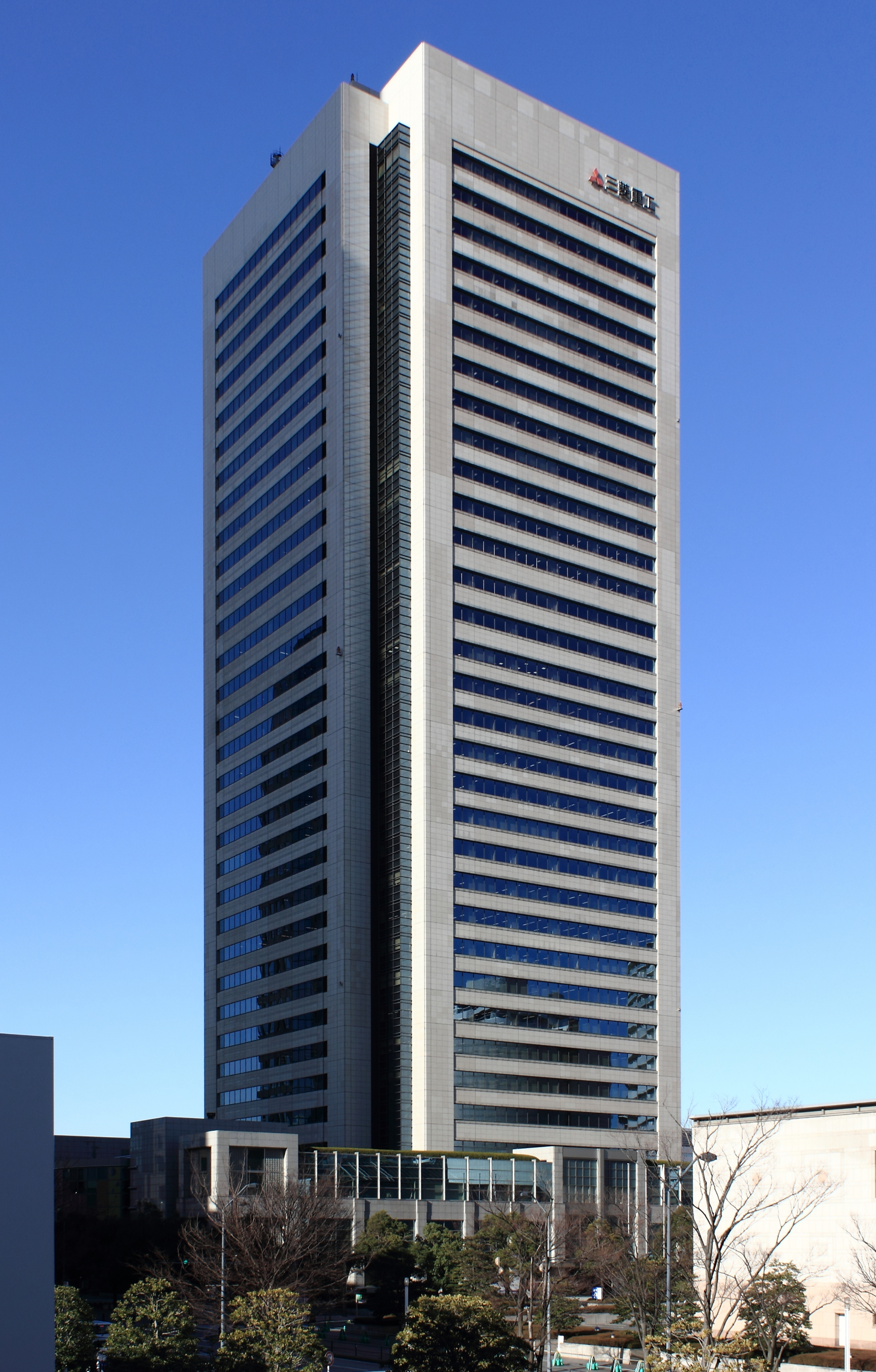
미쓰비시 중공업 요코하마 빌딩
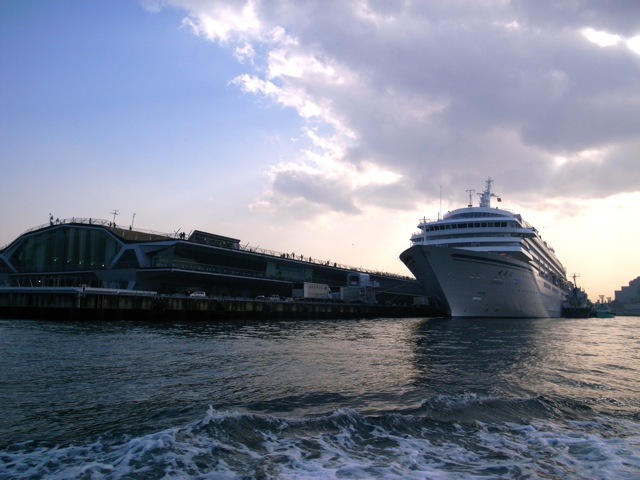
요코하마항·오산교(일본어판)
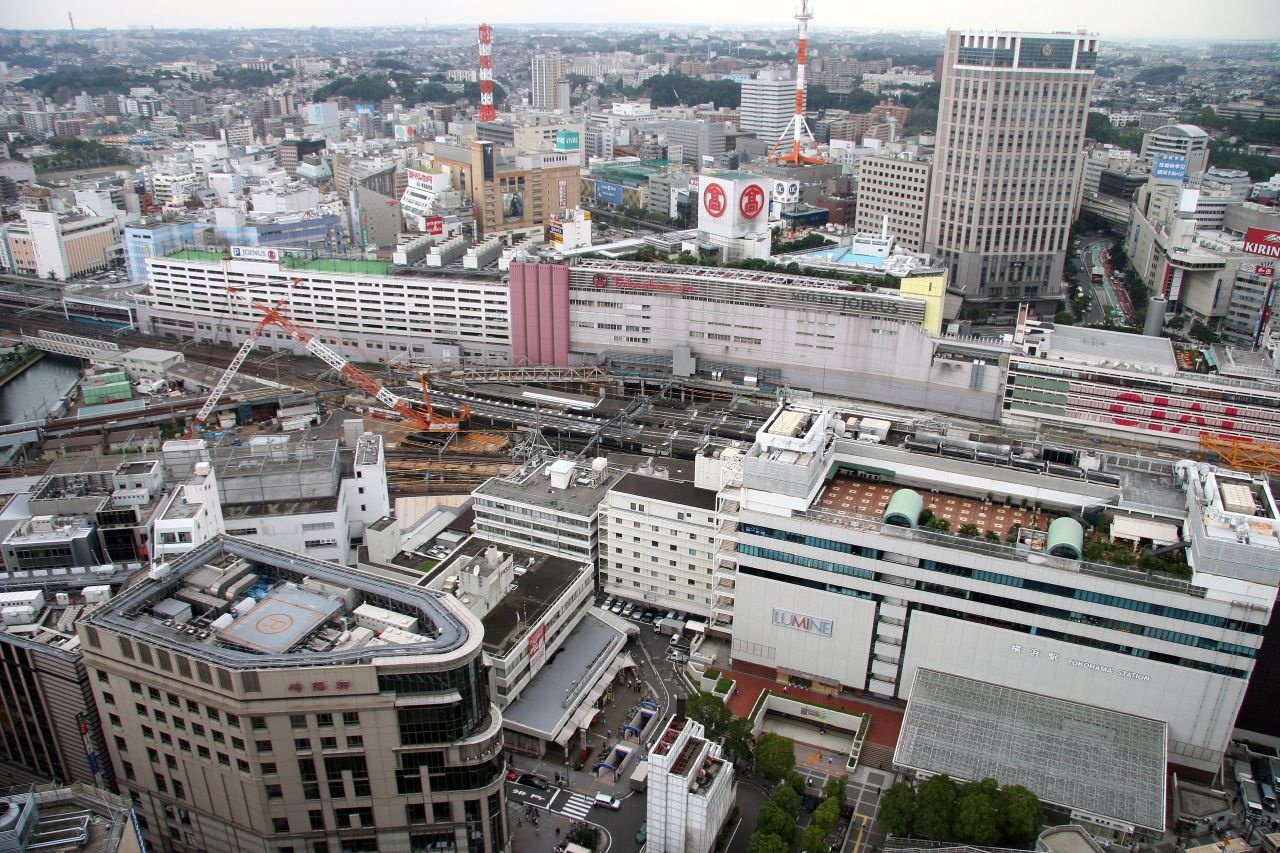
요코하마역과 그 주변 지역 (2005년 촬영)
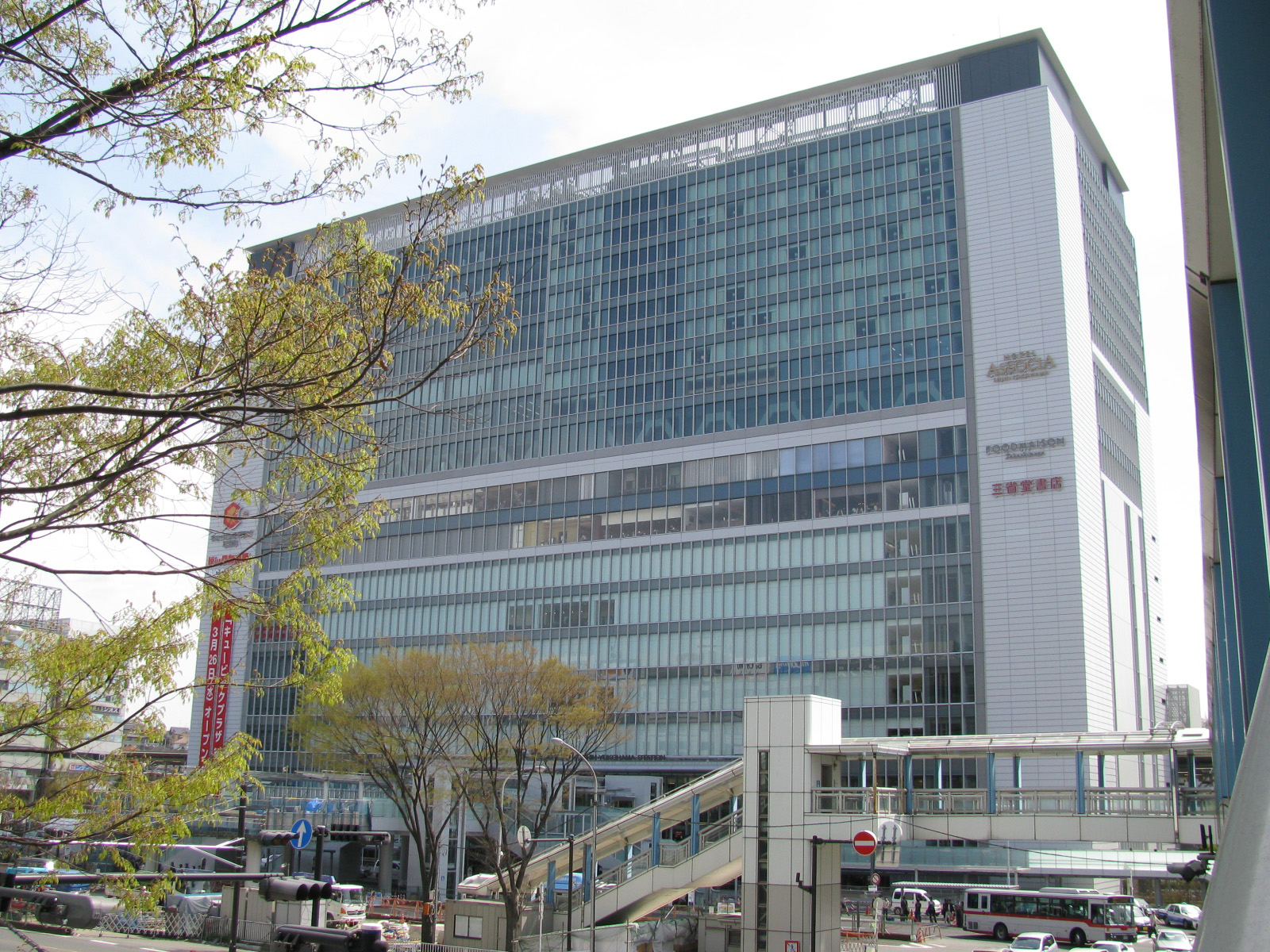
신요코하마역 (2008년 촬영)
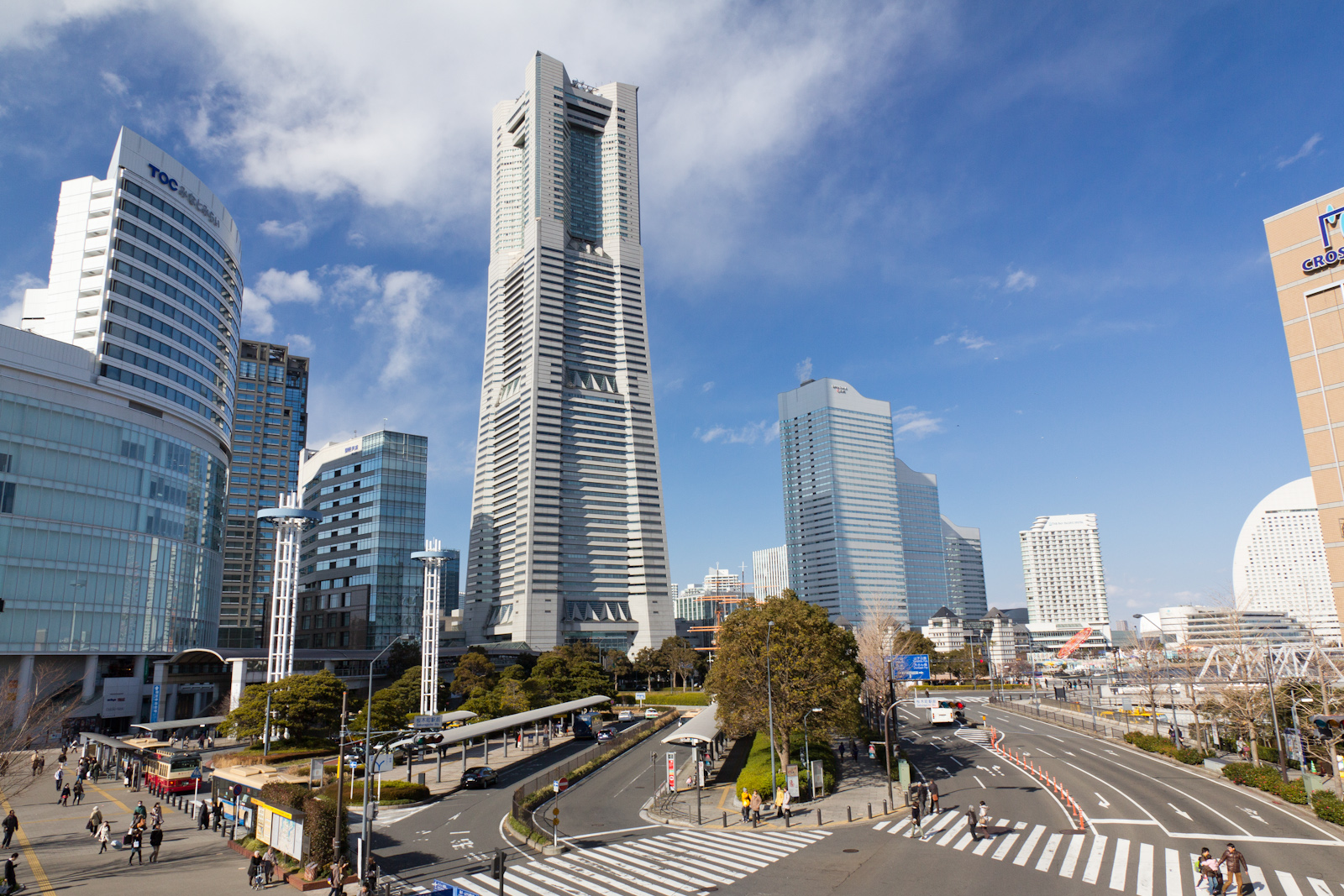
사쿠라기초역 (2012년 촬영)
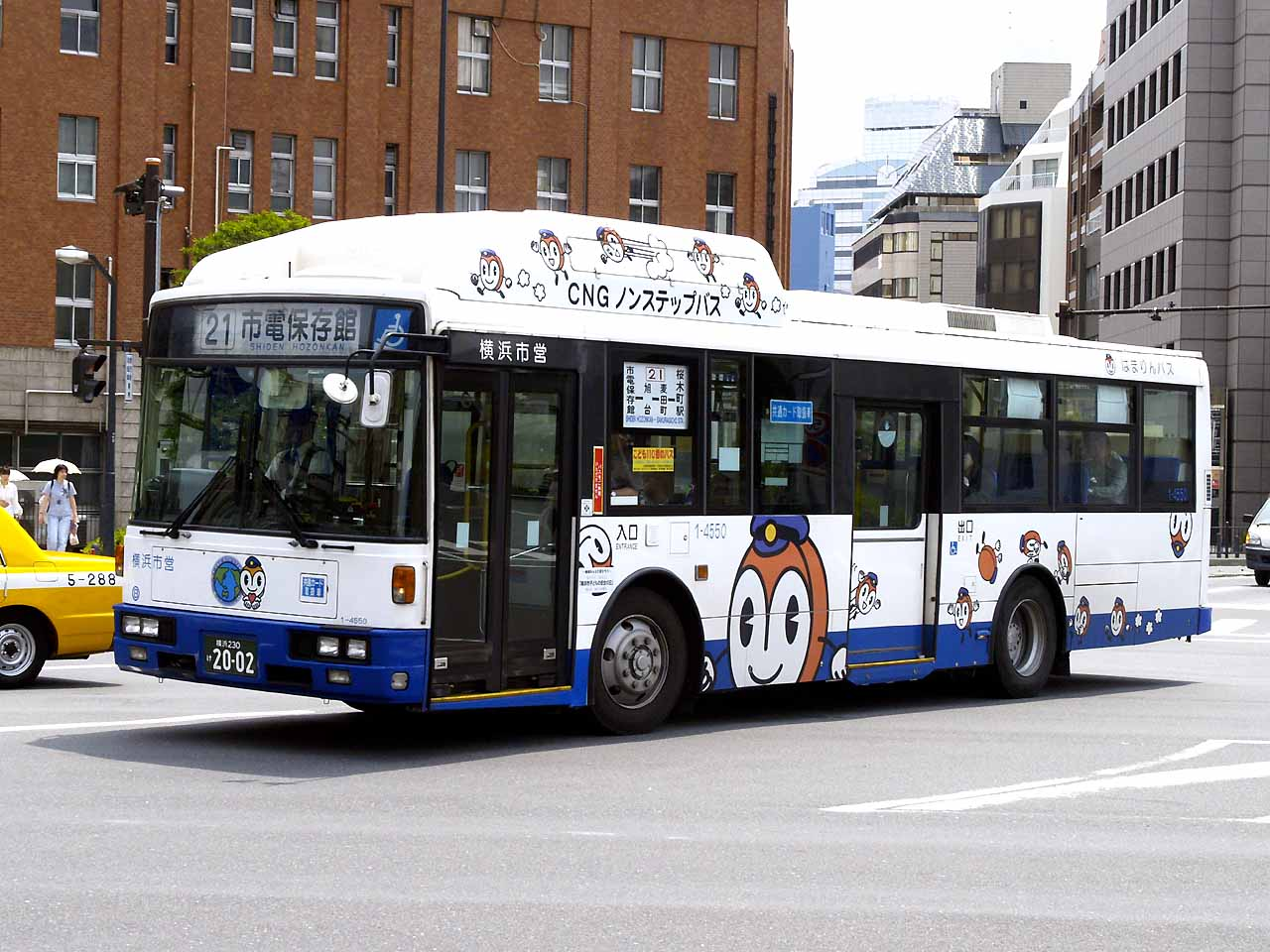
요코하마 시영 버스
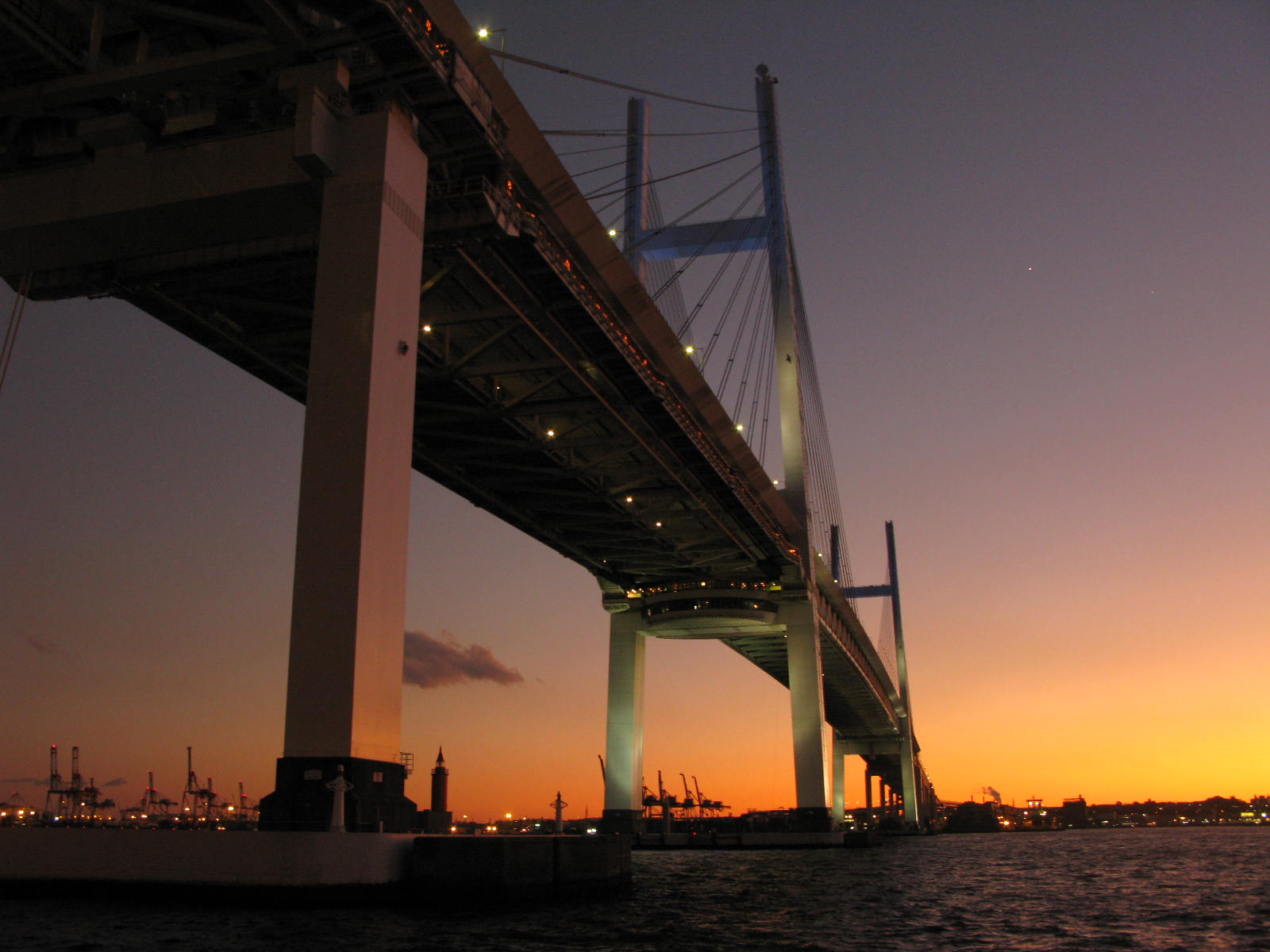
요코하마 베이브리지 (상층부는 수도고속도로 완간선, 하층부는 국도 제357호선)
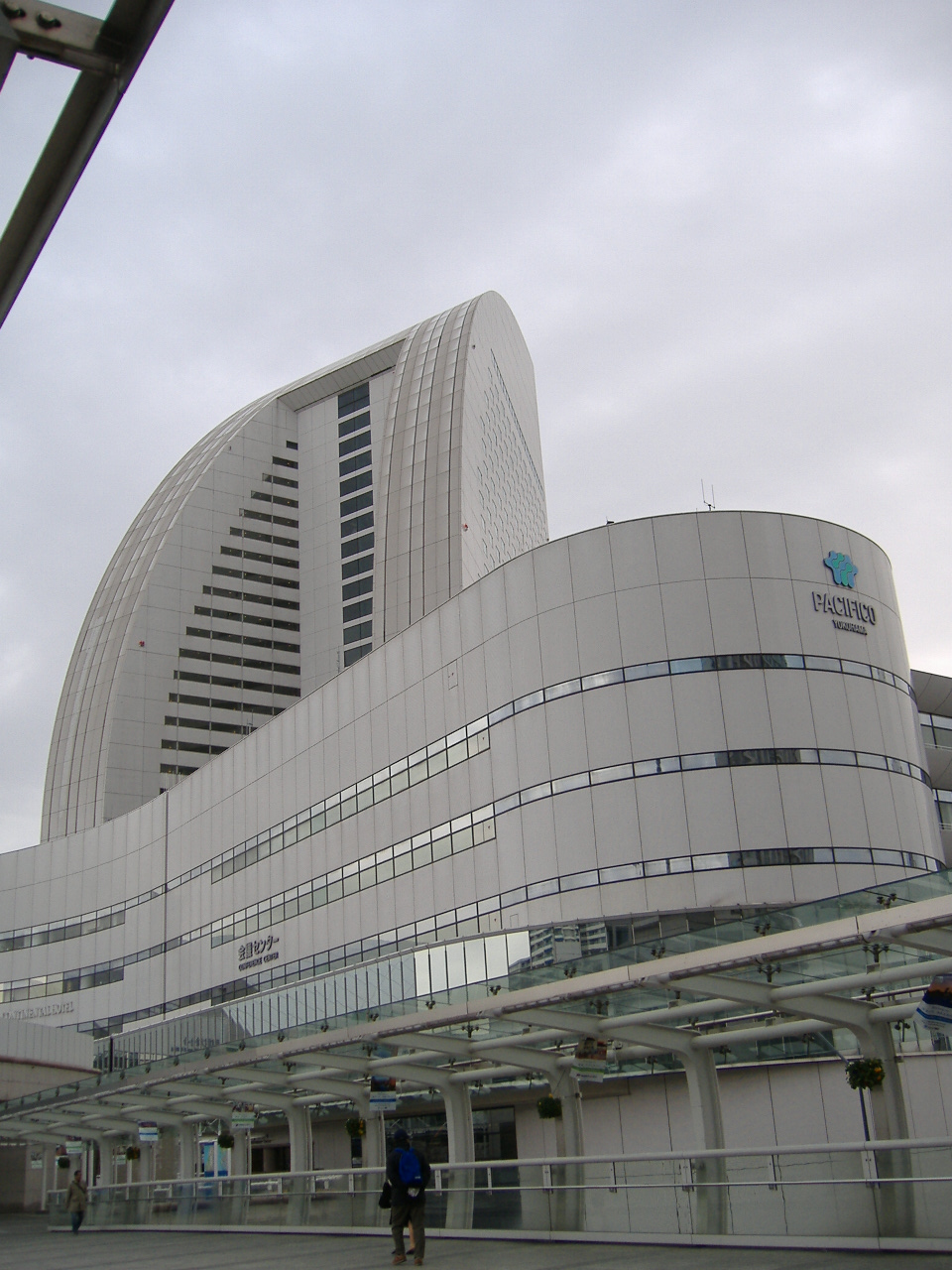
요코하마 국제 평화회의장
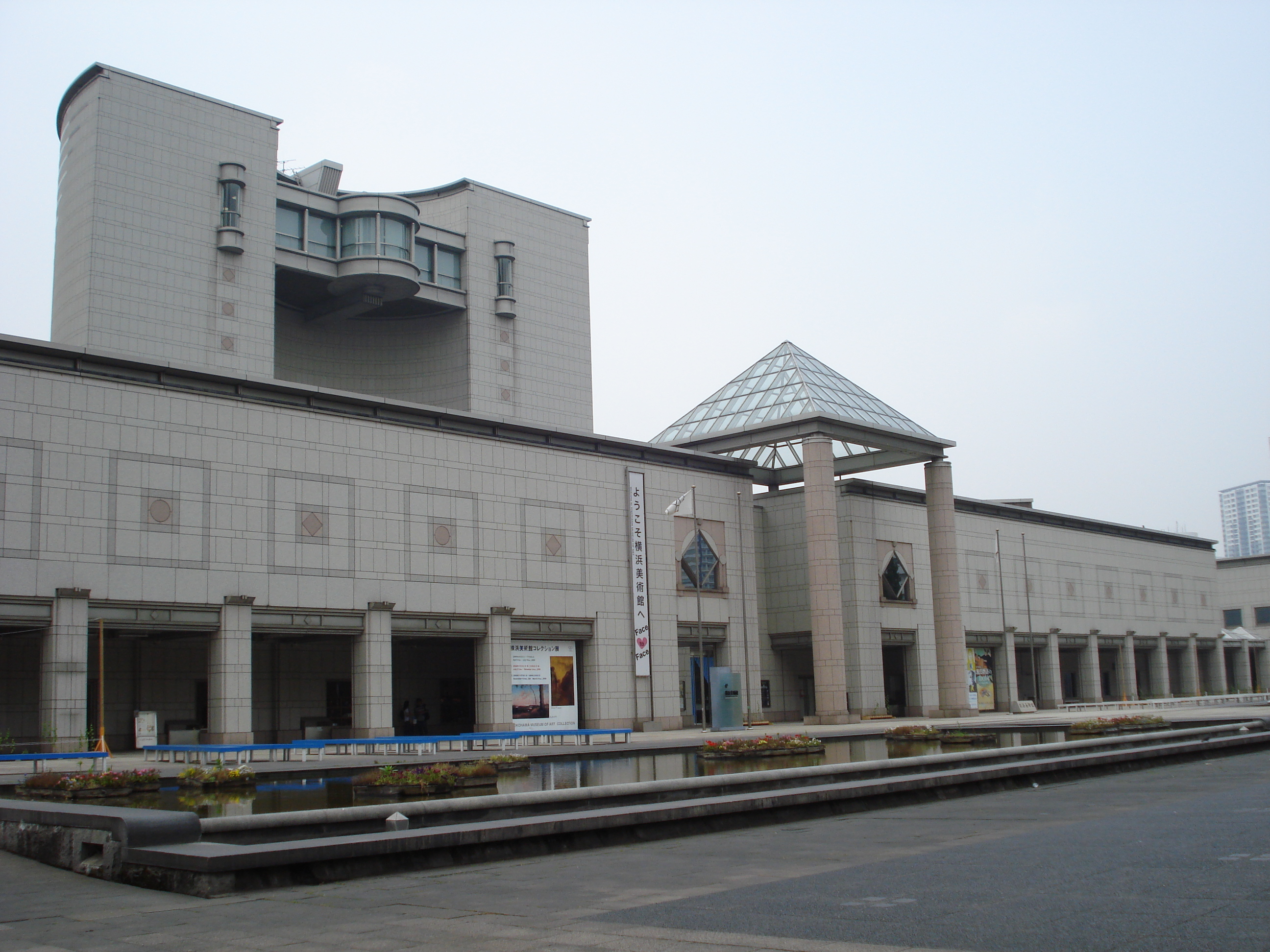
요코하마 미술관
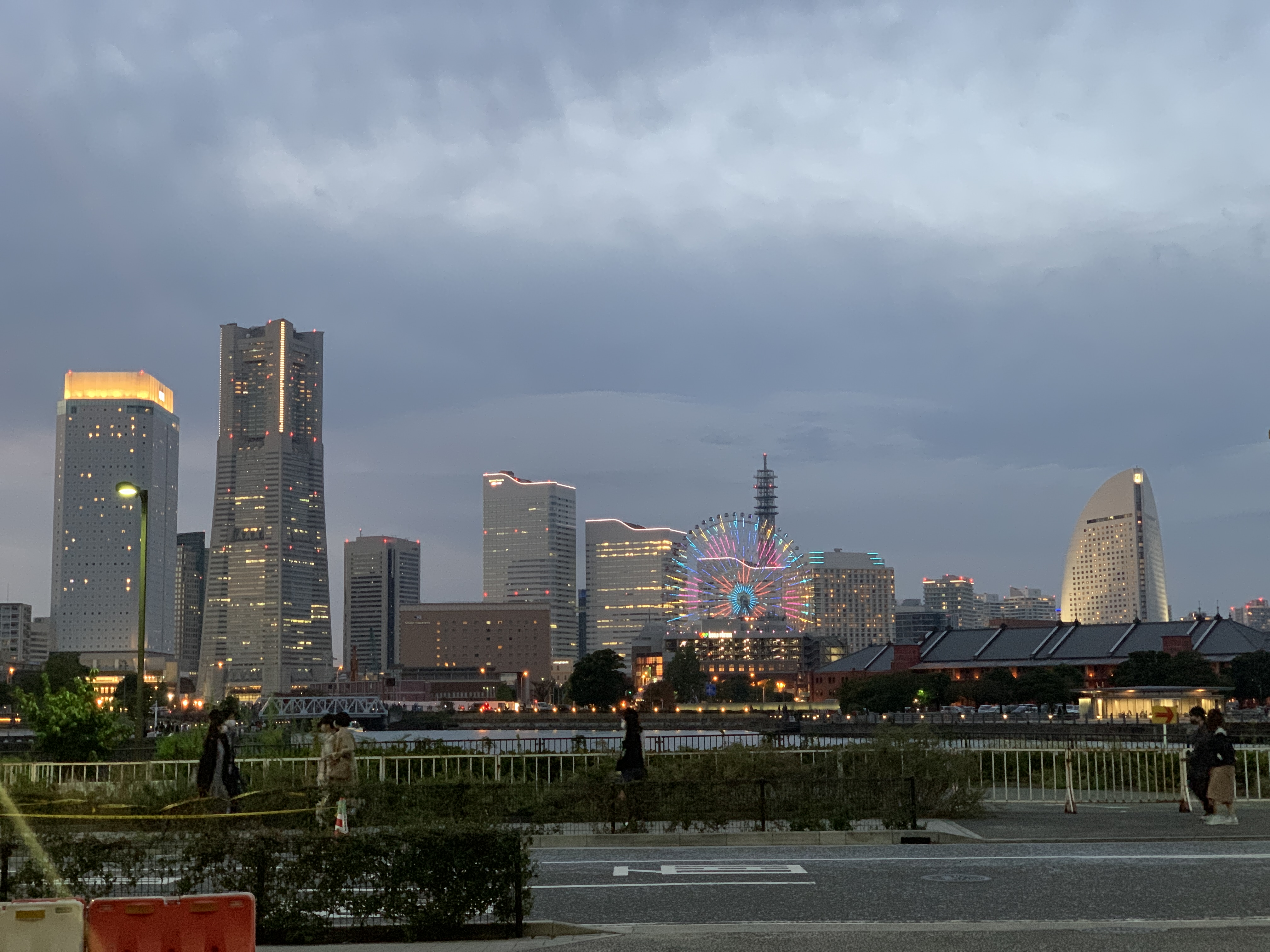
니혼오도리역 옆인 카이간도리에서 본 미나토미라이의 모습

## 자매 도시
- 루마니아 콘스탄차
- 프랑스 리옹
- 필리핀 마닐라
- 인도 뭄바이
- 우크라이나 오데사
- 미국 샌디에이고
- 중국 상하이
- 캐나다 밴쿠버
- 대한민국 증평군
- 대한민국 인천광역시
- 대한민국 서울특별시 도봉구